# Châteaubriant
Pour les articles homonymes, voir Chateaubriant.
Châteaubriant ([ʃa.to.bʁi.jɑ̃] ) est une commune de l'Ouest de la France, située dans le département de la Loire-Atlantique, en région Pays de la Loire. Sous-préfecture, elle est le chef-lieu de l'arrondissement de Châteaubriant-Ancenis, et le siège de la communauté de communes Châteaubriant-Derval.
Elle fait partie de la Bretagne historique.
Lors de la création de cinq départements bretons, Châteaubriant fait d’abord partie du département d’Ille-et-Vilaine. Le projet est remanié avant le découpage définitif au début de 1790. À la suite du rattachement de La Roche-Bernard à Vannes et de Fougeray à Rennes, Nantes reçoit en compensation Châteaubriant et dix autres paroisses qui vont constituer tout le nord-est du département.
Entourée d'un paysage à dominante rurale, elle s'est développée autour de son château qui fut le théâtre de combats liés à l'affrontement entre la Bretagne et la France. Son économie s'est longtemps articulée autour de l'agriculture et du commerce de bétail, son rôle commercial étant symbolisé par la quasi-millénaire foire de Béré. L'industrie métallurgique s'est développée au XIXe siècle, suivie à la fin du siècle suivant par la plasturgie.

## Géographie

### Situation

Situation de la commune de Châteaubriant dans le département de la Loire-Atlantique.

Châteaubriant est située au nord du département de la Loire-Atlantique, à 55 km au sud de Rennes, 70 km au nord-est de Nantes, 50 km au nord d'Ancenis et 73 km au nord-ouest d'Angers.
Châteaubriant est située au cœur géographique de la communauté de communes Châteaubriant-Derval regroupant 26 communes.
|                          | Rougé              |        |
| Saint-Aubin-des-Châteaux | Châteaubriant      | Soudan |
| Louisfert                | Moisdon-la-Rivière | Erbray |

### Relief et hydrographie

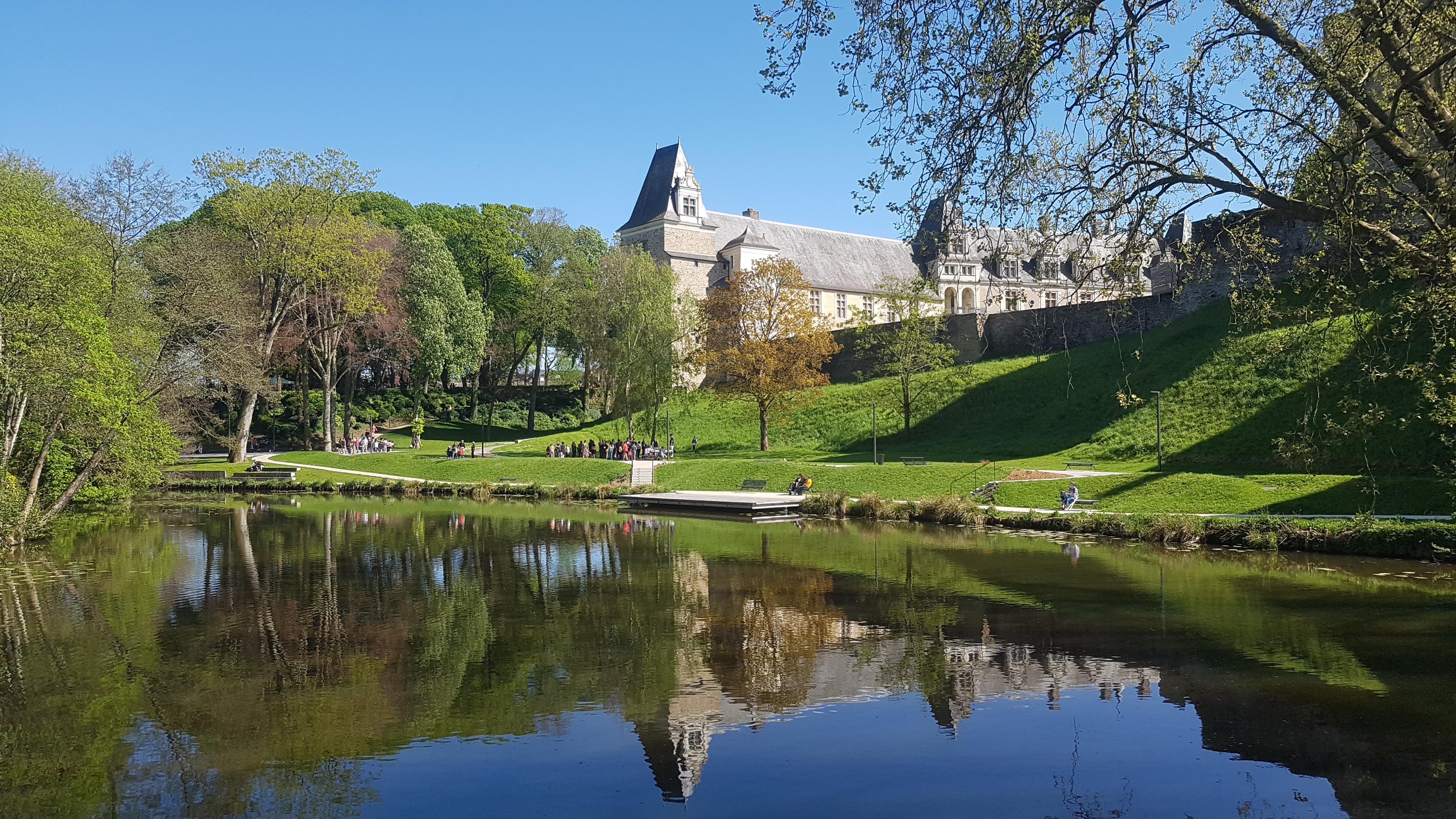
L'étang de la Torche, alimenté par la Chère et situé au pied du château.

La ville de Châteaubriant s’est développée dans le fond marécageux de la vallée de la Chère (altitude variant de 59 m à 47 m), encadré par des plateaux : au nord, le plateau de Béré, et au sud le coteau de Saint-Michel-des-Monts et les hauteurs des Briotais. Deux ruisseaux importants, le Rollard et le Choisel, rejoignent la Chère à Châteaubriant, leurs vallées morcèlent le territoire communal. Ainsi, celui-ci présente-t-il des terroirs très contrastés, à la fois dans ses reliefs, ses sols et ses expositions : des marécages et des fonds de vallées inondables, des versants aux sols relativement bien drainés, et des lanières de plateaux. Le peuplement initial, au moins à l’époque celtique ancienne, s’est implanté en haut du versant de Béré, bien exposé au sud.

### Géologie
Les sous-sols de la commune font partie de la Bretagne centrale ou domaine centre-armoricain. Ils sont sédimentaires et très anciens (schistes, grès...) : il s'agit de dépôts ayant eu lieu après la mise en place de la chaine cadomienne, durant une période géologique calme[réf. obsolète]. Une grande faille allant d'Angers à Quimper passe au sud de la ville et de la Chère (cisaillement sud-armoricain). Elle correspond à la mise en place de la chaine hercynienne. Les dépôts ont été transformés, pliés par des déformations tectoniques liées à l'apparition de cette chaine. La ville est ainsi située sur le résultat de ces transformations : un anticlinal (couche la plus ancienne du Briovérien, fin de l'aire Protérozoïque) entouré de deux synclinaux laissant apparaitre des couches plus récentes (Ordovicien, Silurien). Ces couches se situent au nord de la commune, sur l'axe de la RD 36 entre Rougé et Noyal-sur-Brutz, et au sud-ouest, autour de Saint-Vincent-des-Landes. Des sédiments plus récents, du Pliocène, ont été déposés par la rivière sur le territoire communal ainsi que plus à l'est.

### Climat
Pour des articles plus généraux, voir Climat des Pays de la Loire et Climat de la Loire-Atlantique.
En 2010, le climat de la commune est de type climat océanique altéré, selon une étude du CNRS s'appuyant sur une série de données couvrant la période 1971-2000. En 2020, Météo-France publie une typologie des climats de la France métropolitaine dans laquelle la commune est exposée à un climat océanique et est dans la région climatique  Bretagne orientale et méridionale, Pays nantais, Vendée, caractérisée par une faible pluviométrie en été et une bonne insolation. 
Pour la période 1971-2000, la température annuelle moyenne est de 11,6 °C, avec une amplitude thermique annuelle de 13,6 °C. Le cumul annuel moyen de précipitations est de 717 mm, avec 12,2 jours de précipitations en janvier et 6,7 jours en juillet. Pour la période 1991-2020, la température moyenne annuelle observée sur la station météorologique de Météo-France la plus proche, sur la commune de Soudan à 6 km à vol d'oiseau, est de 12,2 °C et le cumul annuel moyen de précipitations est de 826,4 mm,. Pour l'avenir, les paramètres climatiques de la commune estimés pour 2050 selon différents scénarios d'émission de gaz à effet de serre sont consultables sur un site dédié publié par Météo-France en novembre 2022.
| Mois                                  | jan.             | fév.           | mars          | avril       | mai           | juin          | jui.        | août         | sep.          | oct.            | nov.        | déc.        | année      |
| ------------------------------------- | ---------------- | -------------- | ------------- | ----------- | ------------- | ------------- | ----------- | ------------ | ------------- | --------------- | ----------- | ----------- | ---------- |
| Température minimale moyenne (°C)     | 2,8              | 2,6            | 3,9           | 5,3         | 8,6           | 11,5          | 13,1        | 13           | 10,5          | 8,7             | 5,4         | 3,1         | 7,4        |
| Température moyenne (°C)              | 5,9              | 6,5            | 8,6           | 10,7        | 14,1          | 17,3          | 19,2        | 19,2         | 16,4          | 13,2            | 9           | 6,3         | 12,2       |
| Température maximale moyenne (°C)     | 9                | 10,3           | 13,3          | 16,2        | 19,6          | 23,2          | 25,4        | 25,4         | 22,3          | 17,6            | 12,6        | 9,5         | 17         |
| Record de froid (°C) date du record   | −11,5 02.01.1997 | −11,5 12.02.12 | −10 01.03.05  | −3 07.04.08 | −1 06.05.19   | 2 01.06.06    | 5 30.07.15  | 4 28.08.1998 | 0,5 30.09.18  | −4,5 30.10.1997 | −7 17.11.07 | −9 16.12.09 | −11,5 2012 |
| Record de chaleur (°C) date du record | 16,5 24.01.16    | 19,5 27.02.19  | 23,5 30.03.17 | 28 20.04.18 | 30,5 26.05.17 | 36,5 28.06.19 | 39 23.07.19 | 39 10.08.03  | 34,5 14.09.20 | 29,5 02.10.11   | 22 07.11.15 | 18 19.12.15 | 39 2019    |
| Précipitations (mm)                   | 89,9             | 72,6           | 58,4          | 59,1        | 61,9          | 57,3          | 47,3        | 48,5         | 60,6          | 81,4            | 89          | 100,4       | 826,4      |

### Agriculture
Le paysage est à dominante rurale propice à la culture fourragère (herbe), céréalière (blé, orge, colza, pois) sur la grande partie nord de la commune grâce à une bonne qualité des sols. La plupart de ces exploitations agricoles sont spécialisés dans l'élevage bovin et la production laitière.

## Urbanisme

### Typologie
Au 1er janvier 2024, Châteaubriant est catégorisée petite ville, selon la nouvelle grille communale de densité à sept niveaux définie par l'Insee en 2022.
Elle appartient à l'unité urbaine de Châteaubriant, une unité urbaine monocommunale constituant une ville isolée,. Par ailleurs la commune fait partie de l'aire d'attraction de Châteaubriant, dont elle est la commune-centre,. Cette aire, qui regroupe 20 communes, est catégorisée dans les aires de moins de 50 000 habitants,.

### Occupation des sols

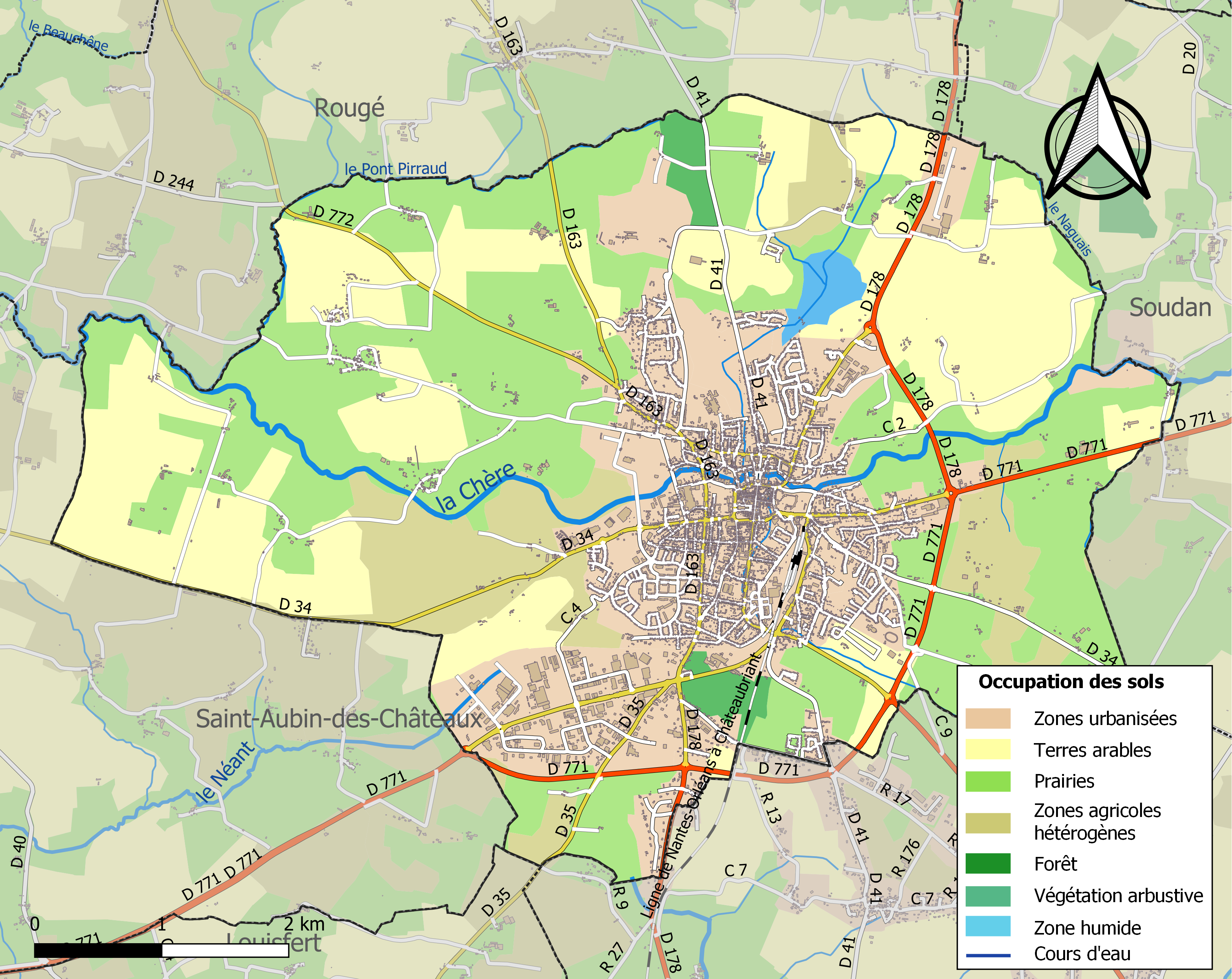
Carte des infrastructures et de l'occupation des sols de la commune en 2018 (CLC).

L'occupation des sols de la commune, telle qu'elle ressort de la base de données européenne d’occupation biophysique des sols Corine Land Cover (CLC), est marquée par l'importance des territoires agricoles (70,8 % en 2018), en diminution par rapport à 1990 (75,5 %). La répartition détaillée en 2018 est la suivante : prairies (34,3 %), terres arables (26,7 %), zones urbanisées (14,7 %), zones agricoles hétérogènes (9,9 %), zones industrielles ou commerciales et réseaux de communication (8,9 %), espaces verts artificialisés, non agricoles (3,2 %), forêts (1,6 %), eaux continentales (0,7 %).
L'IGN met par ailleurs à disposition un outil en ligne permettant de comparer l’évolution dans le temps de l’occupation des sols de la commune (ou de territoires à des échelles différentes). Plusieurs époques sont accessibles sous forme de cartes ou photos aériennes : la carte de Cassini (XVIIIe siècle), la carte d'état-major (1820-1866) et la période actuelle (1950 à aujourd'hui).

### Morphologie urbaine

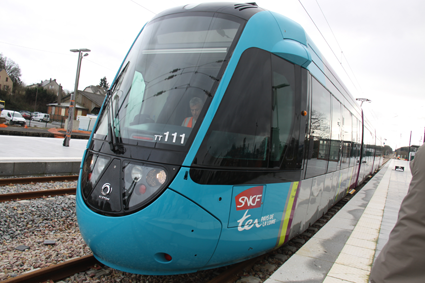
Tram-train reliant Châteaubriant à Nantes.

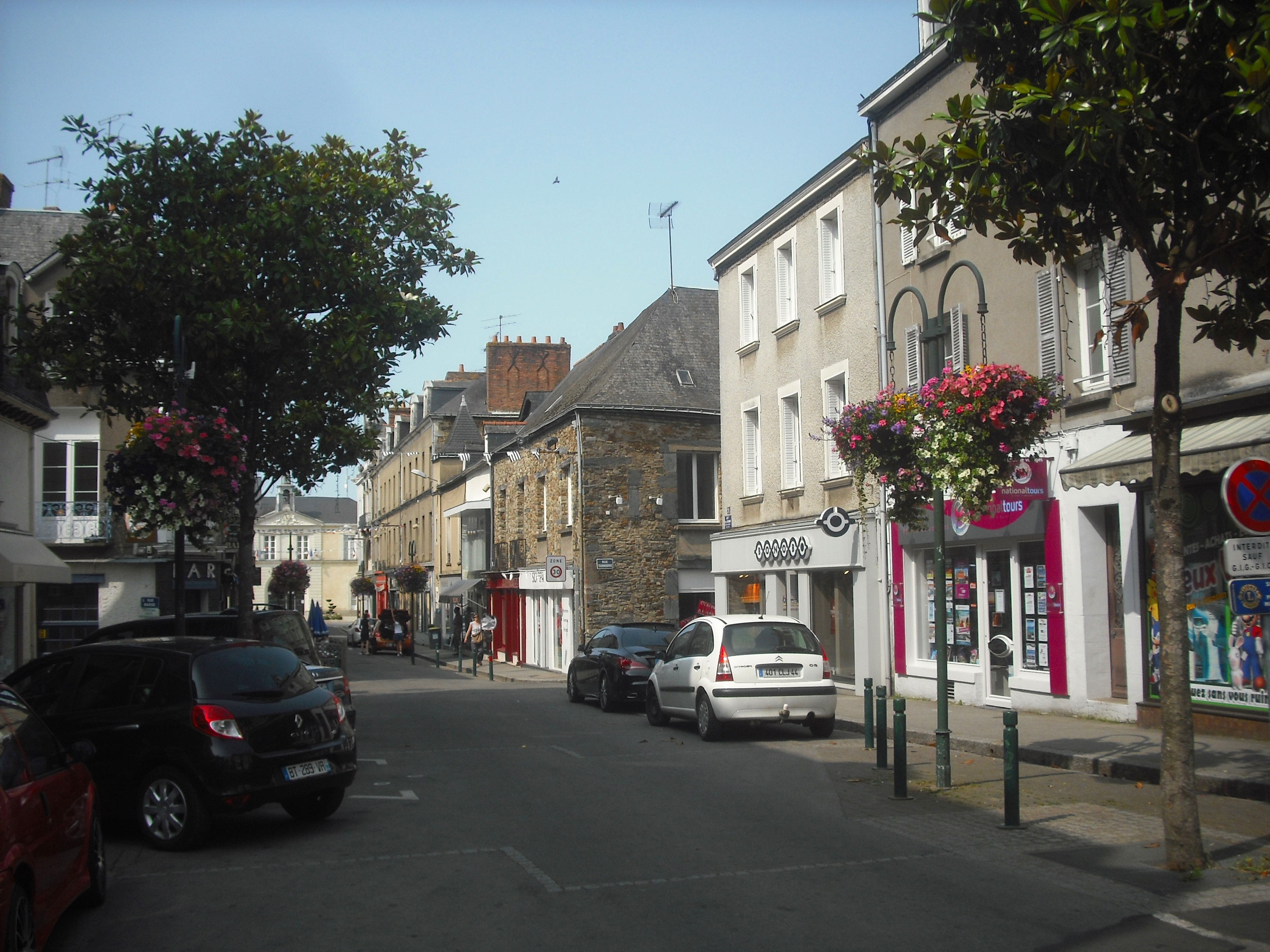
La rue Aristide-Briand, principale rue du centre-ville.

L’implantation des hommes est très ancienne. À l’époque gauloise, le village de Béré constitue le noyau du peuplement. Un atelier monétaire de la fin du IIIe siècle atteste de la continuité de ce peuplement à l’époque gallo-romaine. Aux époques mérovingienne et carolingienne, Béré connaît un fort développement autour d’un sanctuaire progressivement constitué de trois églises : Saint-Sauveur, Saint-Pierre et Saint-Jean Baptiste. Autour de 600, un nouvel atelier monétaire frappe une monnaie portant la mention de Baiorate, première mention connue de Béré.
Après la mise en place de la seigneurie de Brient en 1050, deux bourgs se développent parallèlement : Béré et le bourg castral près de la résidence du seigneur, Castro Brienti. Le site de Béré a deux positions défensives sur des hauteurs. De même, le château de Brient est situé sur un éperon rocheux dominant les vallées de la Chère, du Rollard et du Choisel. Le marais aux pieds de l'édifice sera un souci permanent pour les habitants du bourg.
Châteaubriant se développe autour de l'axe qui va du château à Béré, et qui va devenir la Grande rue. Au centre la cohue (halle seigneuriale) et sur une hauteur la chapelle Notre-Dame (1180). Au XIIe siècle, on construit l'enceinte du château. Les remparts de la ville close apparaissent entre la fin du XIIe siècle et le milieu du XVe siècle. Ils sont pourvus de quatre portes : porte de Couéré vers Béré et Rennes, porte Saint-Michel-des-Monts vers Angers, porte de la Torche vers Soudan et Paris, porte Saint-Nicolas vers Nantes. La ville close avec ses faubourgs à chacune des quatre portes et le bourg de Béré forment la ville jusqu'au XIXe siècle.
En 1851, la construction de la halle-mairie entraîne la percée d'une ouverture de la muraille, deux nouvelles voies donnant des axes de développement au nord : la rue de Fercé et l'avenue du Gaz (devenue rue Jean-Jaurès). Les halles du centre sont détruites en 1865. 1867 voit la création d'un grand boulevard sur la route de Saint-Aubin (devenu boulevard de la République). En 1877, le maire Michel Grimault lance un plan d'alignement réalisé par le géomètre Pinson, mis en application entre 1879 et le lendemain de la Seconde Guerre mondiale. La même année a lieu l'inauguration de la gare, un quartier se développe autour. Dans les années 1880, le boulevard Saint-Luc (devenu rue Alsace-Lorraine) voit le jour. En 1881-1882, la grande tranchée bouleverse le centre de la ville close, poursuivie jusqu'en 1885 vers le sud, donnant un nouvel itinéraire vers Angers et la création d'un nouveau quartier sud entre 1885 et 1914. En 1900 s'ouvre le marché couvert.
C'est en 1907 que l'usine Huard est fondée aux Vauzelles. Autour d'elle un quartier se forme, suivi de celui de la Grenouillère. Au cours des années 1920, dans le quartier de la Trinité, apparaît le premier lotissement aux Cohardières. La cité de Carfort est, elle, bâtie entre 1927 et 1937.
À partir des années 1950, comme dans la plupart des villes françaises, une forte croissance se fait sentir à Châteaubriant. Cette extension est majoritairement constituée de lotissements (bâtiments collectifs et maisons particulières) et de zones industrielles. Le fort accroissement démographique au détriment des campagnes environnantes conditionne la nouvelle forme de la ville. Ces opérations débutent en 1952-1953, et connaissent une amplification sous la conduite du maire Xavier Hunault entre 1959 et 1980. Un plan de développement est établi entre 1959 et 1962, base du plan d'urbanisme de 1969. Les quartiers servent de base au développement : quartiers de Béré, Renac, Saint-Michel-des-Monts, Ville aux Roses, Vitré, etc. La Mairie acquiert la zone abattoir foirail en 1960, la zone industrielle de la route de Saint-Nazaire en 1966.

### Voies de communication et transports

#### Réseau routier
La ville de Châteaubriant est desservie par plusieurs routes départementales :
- la RD 163 qui relie Rennes à Candé (par cette dernière ville, la RD 963 dessert Angers) ;
- la RD 178 permet de rejoindre Nantes vers le sud. Cette même route se prolonge au nord-est vers Vitré ;
- la RD 771 (ex-RN 171) qui permet de rejoindre Laval à Nozay et la RN 137 à deux fois deux voies reliant Rennes à Nantes.

#### Transports en commun
La desserte interne de Châteaubriant est assurée par le C'bus, un service de transport exploitées avec des minibus électriques, créé le 2 septembre 2019 en remplacement de l'ancien service Castelbus. Initialement géré par la région Pays de la Loire, le C'bus est transféré à la communauté de communes Châteaubriant-Derval le 1er janvier 2021.
Châteaubriant est reliée aux autres villes de la région par plusieurs lignes du réseau régional Aléop.

#### Transport ferroviaire

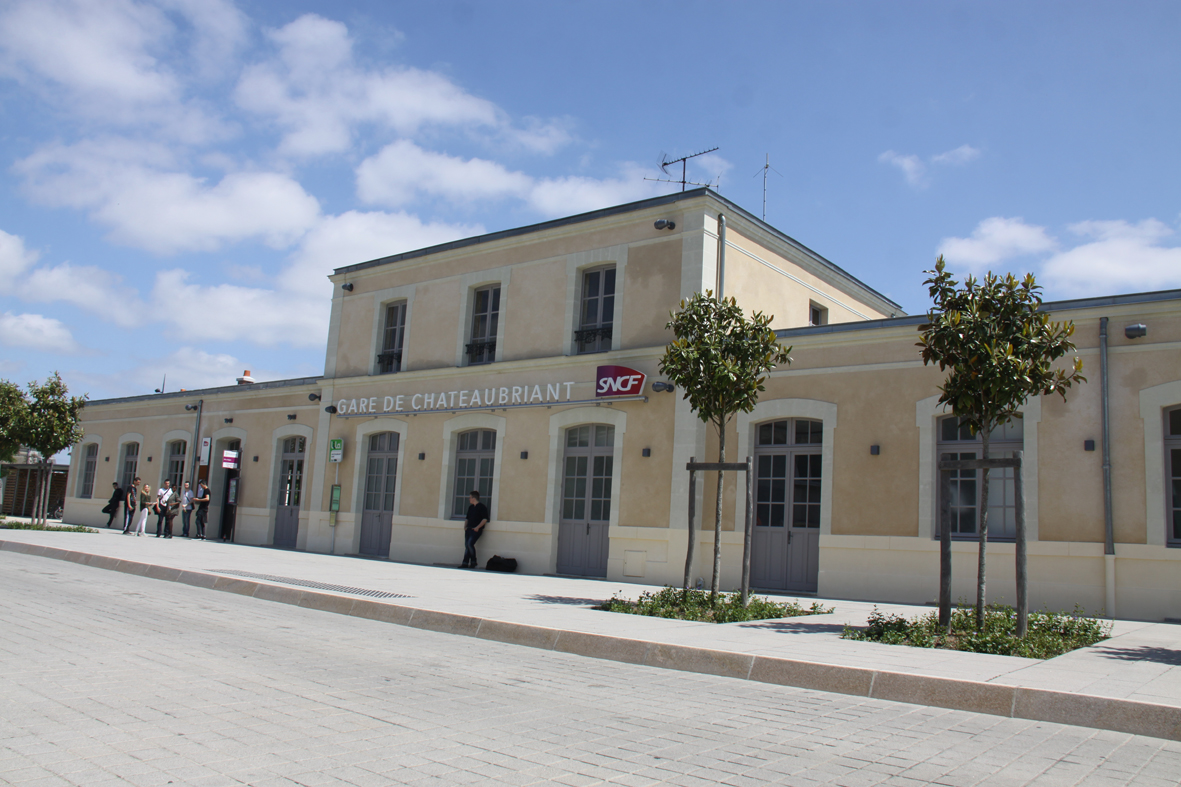
Vue de la gare SNCF de Châteaubriant.

La gare de Châteaubriant est située sur la ligne de Nantes-Orléans à Châteaubriant construite par la Compagnie du chemin de fer de Paris à Orléans (PO) en décembre 1877 et la ligne de Châteaubriant à Rennes inaugurée en 1881.
Si cette dernière liaison a toujours été quotidiennement desservie par plusieurs TER, la ligne vers Nantes a été fermée au trafic (voyageur et fret) en 1980, avant d'être de nouveau exploitée sous la forme d'un tram-train depuis le 28 février 2014.

#### Transport aérien
Châteaubriant ne possède pas d'aéroport. Les plus proches sont ceux de Rennes - Saint-Jacques (à environ soixante kilomètres) et de Nantes Atlantique (à environ soixante-quinze kilomètres) qui proposent des vols réguliers intérieurs et internationaux.
La commune dispose néanmoins d'un aérodrome, celui de Châteaubriant - Pouancé.

### Logement
Châteaubriant comptait 5 181 logements en 1999. Les constructions neuves sont peu présentes puisqu'en 1999, seulement 7,3 % des résidences principales étaient postérieures à 1990. À contrario, les constructions antérieures à 1949 représentaient 29,2 % du parc. La plupart des habitations ont été construites entre 1949 et 1974 (39,6 %). Ces habitations se répartissent sur plusieurs quartiers résidentiels tels que le Domaine du lac, la Hulotte, le secteur de Deil ou celui de la route de St Aubin-des-Châteaux. La commune a fait construire plusieurs lotissements comme la Ville-aux-Roses ou Renac.
92,9 % des logements sont des résidences principales, réparties à 66,3 % en maisons individuelles et à 33,7 % en appartements (respectivement 73,3 % et 26,7 % dans la région). 55,7 % des habitants sont propriétaires de leur logement, contre 42,1 % qui ne sont que locataires (respectivement 61,1 % et 36,3 % dans la région),.
À noter qu’avec 949 logements HLM soit 18,3 % du parc en 1999 (13,9 % dans la région), la ville ne respecte pas les dispositions de l’article 55 de la loi solidarité et renouvellement urbain (SRU) de décembre 2000 fixant à 20 % le taux minimum de logements sociaux pour les communes les plus importantes. La ville dispose d'un parc de logements sociaux (immeubles et pavillons locatifs), gérés par le service logement du CCAS (Centre Communal d'Action Sociale).
La plupart des habitations possèdent 4 pièces (58,8 %), ou 3 pièces (23,3 %), puis 2 pièces (13,3 %). Les petits logements restent peu nombreux (studios : 4,6 %). La ville possède par conséquent des logements de taille importante du fait de l'espace immobilier non restreint, permettant de grandes constructions, et du fait de la demande faible en petits logements,. Enfin il faut préciser que ces logements sont bien dotés puisque 93,9 % ont le chauffage central et 57,6 % possèdent un garage, box ou parking (respectivement 86,8 % et 67,6 % pour la région). En outre le nombre de logements vacants était peu important en 1999 avec 5,7 % du parc contre seulement 5 % dans la région.

## Toponymie

### Châteaubriant
Le nom de la localité est attesté sous les formes Castellum Brienti au XIe siècle, Castro Brientii en 1265, Chateaubrient en 1348, Chasteaubrient en 1353, Chateaubriand en 1379, Castrum Briencii en 1453, Chasteaubriand en 1576, Chasteaubriant en 1664.
La commune tient son nom de Brient, le seigneur qui a fondé le château au XIe siècle. Une telle origine est assez courante en Bretagne, comme en France et dans toute l'Europe, pour d'autres villes apparues à la même époque qui portent aussi le nom de leur premier seigneur, comme Château-Gontier, Châteauroux (« le château de Raoul »), ou encore Laval, qui s'est primitivement appelée Laval-Guyon (« la vallée de Guy »). Au Moyen Âge, dans des textes surtout écrits en latin, le nom Brient est au génitif Brientii ou Brieni, et le nom Castrum Brieni ou Castrum Brientii apparaît dès 1050. L'écriture avec le t l'emporte alors : elle est étymologique, Brient étant le breton brient qui signifie "(homme) élevé, noble" et "privilège" (brientek : privilégié). En 1266, la première mention en français laisse apparaître le nom du baron Geffrey de Cheteau Brient. La graphie Chasteau Brient est la plus utilisée à l'époque. Au XVe siècle le « e » de Brient se mue en « a », la terminaison en « t » ou « d » dépend des auteurs. Au XVIIe siècle le « s » cède progressivement la place à l'accent circonflexe, transformation achevée au siècle suivant, alors que le « d » de fin l'emporte. La tendance s'inverse au XIXe siècle, le « t » s'impose en fin de mot et remplace le « d » ; au cours du même siècle, l'accent circonflexe a tendance à disparaître.
En latin moderne, le nom de la ville est traduit en Castrobriandum, mais les appellations médiévales Briandi Castrum ou Brientii Castrum restent acceptées. 
Deux prononciations du nom de la commune ont été relevées en gallo, langue d'oïl locale de tradition non-écrite : [ ʃɑ.to.br̩jɑ̃] et [ ʃɑ.tə.br̩jɑ̃],. Elles sont reprises dans les versions écrites du toponyme en gallo apparues au XXIe siècle : Châtôb·rient ou Châteb·rient selon l'écriture MOGA élaborée en 2007, Châtiaoberiant selon l'écriture ABCD fixée en 2009.
Le nom en breton est Kastell-Brient[réf. souhaitée].
Durant la Révolution, la commune porte le nom de Montagne-sur-Chère.
Ses habitants sont appelés les Castelbriantais et Castelbriantaises.

### Béré
Au début du XIe siècle, Béré est désigné sous diverses formes : Beriacum, Beriacus, Bairiacum, Bairiacus avec les déclinaisons grammaticales Beriacensi, Beriacensis, Bairiensis. L'hypothèse la plus couramment admise donne pour origine à ce nom Berius, soit le nom d'un vieux-celtique, auquel se serait adjoint le suffixe -acum. À partir de 1150 apparaît la forme Bereio, Berei. En 1252, lorsque la paroisse Saint-Pierre est rattachée à la paroisse Saint-Jean, la nouvelle paroisse est baptisée Sancti Johannis baptiste de Bereio, Saint-Jean-Baptiste-de-Béré, nom conservé jusqu'à la révolution.
En gallo, le quartier s'appelle Berë (écriture MOGA), prononcé [bə.rə].

## Histoire

### Origines
La région autour de Châteaubriant recèle des traces d'occupation ancienne. Malgré l'action de l'abbé Cotteux, surnommé le « grand destructeur de menhirs », qui a bâti le calvaire de Louisfert en puisant sa matière première dans plusieurs de ces monolithes, il reste des menhirs aux alentours de Châteaubriant. On en trouve à Rougé, dans le village de la Houssais, sur la route de Sion-les-Mines à Treffieux, à Lusanger et Saint-Aubin-des-Châteaux.
Des haches de l'âge de la pierre polie ont également été découvertes, notamment sur le territoire de Châteaubriant, à la Borderie, au nord de l'ancien champ de course de Béré. Béré (actuel quartier de Châteaubriant) serait un village d'origine gauloise, situé sur un sous-sol riche en fer, dont l'exploitation a laissé des traces très anciennes. Les coteaux de Béré auraient donc hébergé des gaulois, dont on ignore l'origine : la région se trouve en limite de peuplement des Andécaves, des Redones, des Vénètes et des Namnètes.
Le nom de Béré serait issu d'un mot celte signifiant « hauteur », latinisé en Bairacus, devenu Bereus puis Béré. Des vestiges de constructions romaines ont été découvertes en 1876 au champ de foire. Les voies romaines liant Condeium (Candé) et Condevicnum à Condate se croisaient à ce niveau. Enfin, un atelier monétaire gallo-romain était très probablement actif à la fin de la fin du IIIe siècle,.

### Moyen Âge
Au début du Moyen Âge, le village de Béré connaît un développement important. Un sanctuaire double y est consacré à saint Pierre et saint Jean-Baptiste. Un atelier monétaire y est construit. Béré est le centre d'activités agro-pastorales, métallurgiques et commerciales.
Après l'an mil, sur des biens donnés probablement par Gautier II, évêque de Nantes, la famille de Brient s'installe sur le double sanctuaire. Il s'agit d'une action politique, l'évêque s'attirant l'appui de nobles dans sa lutte contre les comtes de Nantes et d'Anjou, opposés au comte de Rennes.

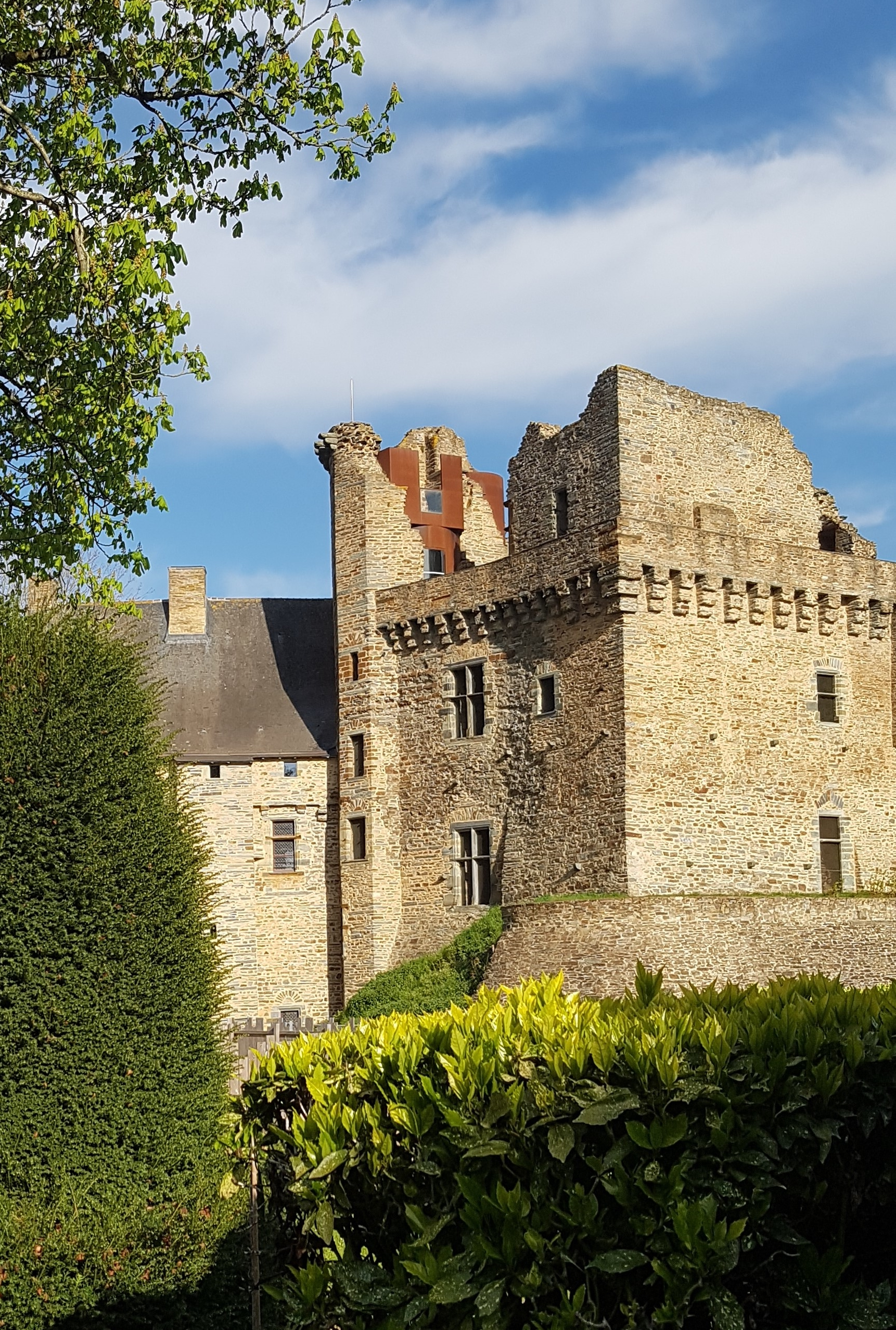
Le donjon médiéval

L'histoire de Châteaubriant commence au début du XIe siècle quand Brient (allié du comte de Rennes) édifie une forteresse sur une motte au confluent de la Chère et du Rollard, celle-ci faisait partie des Marches de Bretagne avec Vitré, Fougères, Ancenis, Clisson, Machecoul, frontière chargée de défendre la Bretagne face au royaume de France. Il fonda plus tard le prieuré Saint-Sauveur à Béré pour les moines de Marmoutier, qui fut d'ailleurs le premier noyau de la cité, étendue vers le sud-est par la création de la paroisse Saint-Jean-Baptiste au XIe siècle et du couvent Saint-Michel au XIIIe siècle. La paroisse Saint-Pierre est plus ancienne puisqu'elle remonte au Xe siècle. La ville de Châteaubriant s'est développée par la suite au XIIe siècle sur le flanc ouest du château.

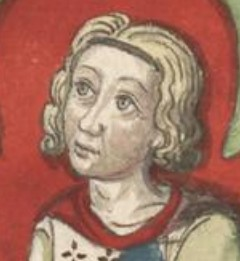
Pierre Ier de Bretagne.

Le 3 mars 1222, Béré est le théâtre d'une bataille qui opposa le duc de Bretagne Pierre Ier, aidé entre autres des sires de Vitré, de Fougères, de Dinan, de Combourg, de Châteaugiron, de Châteaubriant, etc. à des barons insurgés, conduits par Amaury de Craon, sénéchal d'Anjou
Le château étant une place stratégique, la ville est soumise aux combats et aux invasions. Le siège le plus important est sûrement celui commandé par le roi de France Louis IX en 1235. L'insécurité conduira les seigneurs à faire élever des remparts, construits du XIIIe siècle au XVe siècle.

Le plan de Châteaubriant en 1832. Jusqu'à cette époque, l'aspect de la ville n'avait guère évoluée depuis l'époque médiévale.

Entre le XIIIe siècle et le XVe siècle, la ville médiévale est protégée par un mur de défense entouré de douves alimentées au nord par la Chère et au sud par le Rollard dont le cours principal traverse la cité dans sa moitié orientale. Les murs étaient percés de cinq portes : la « porte Saint-Jean » au nord-ouest, la « porte de la Torche » au nord-est, la « porte de la Poterne » au sud, la « porte Neuve » et la « porte Saint-Michel » au sud-est. Deux axes principaux se croisaient : la rue de Couéré et la Grande Rue.
Plusieurs faubourgs entouraient Châteaubriant. Au nord-ouest, celui de Couéré la reliait à Béré qui formait le noyau primitif de la ville. Au sud-ouest, se trouvait celui de la Barre, tandis que le sud-est était occupé par celui de Saint-Michel. Enfin, au nord-est, se trouvait le faubourg de la Torche.
La ville médiévale était parcourue par la rue de Couéré et la Grand-Rue, entourée de plusieurs faubourgs. Le cœur de la ville était marqué par une halle en bois, détruite en 1865. La famille Briant, qui fonda Châteaubriant puis l'éleva au rang de baronnie, s'éteint au XIVe siècle. Elle est aussitôt remplacée par la famille de Dinan, à laquelle succéda la famille de Laval.
Les Français commandés par Louis II de la Trémoille assiègent Châteaubriant à partir du 15 avril 1488. Le Château de Châteaubriant est alors démantelé et Jean de Laval est gardé en otage. C'est le début d'une campagne militaire qui verra successivement tomber différentes places fortes bretonnes comme Ancenis, Clisson, Redon ou encore Guingamp, et qui finira par la défaite de Saint-Aubin-du-Cormier (pour plus de détails voir l'article Siège de Châteaubriant).

### Renaissance
Le XVIe siècle est marqué par les actions de Jean de Laval, gouverneur de Bretagne de 1531 à 1542, qui fit construire les ailes Renaissance du château pour sa femme Françoise de Foix. Jean de Laval lègue sa baronnie à Anne de Montmorency.
Les barons de la Renaissance accueillirent successivement François Ier, Henri II et Charles IX.
La fin du siècle est marquée par la prise de la ville par la Ligue de 1590 à 1597, dirigée par le duc de Mercœur.
Au XVIIe siècle la Maison de Condé obtient Châteaubriant, mais n'y réside pas. À la même époque, en 1680, est construit l'hôpital.

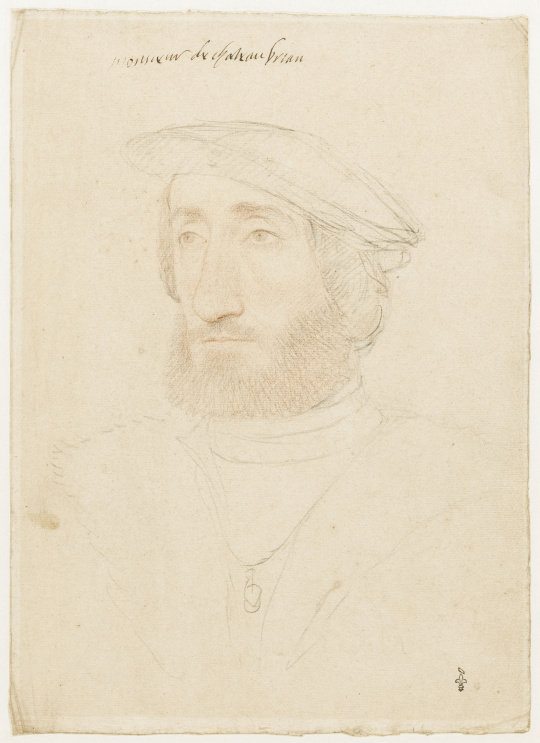
Jean de Laval par Clouet.
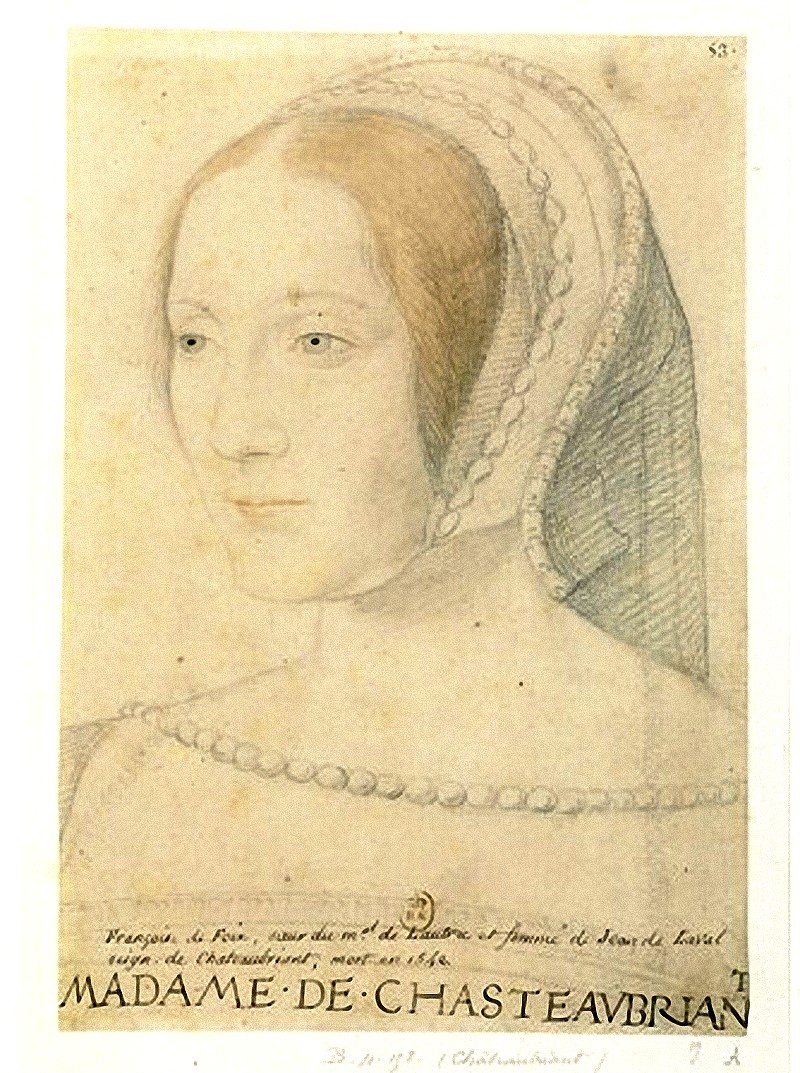
Françoise de Foix.

En 1789, Châteaubriant compte huit Confréries, les plus anciennes du Rosaire et de sainte Catherine datent du XVe siècle, la plus récente de saint Blaise est érigée en 1680.

### Révolution

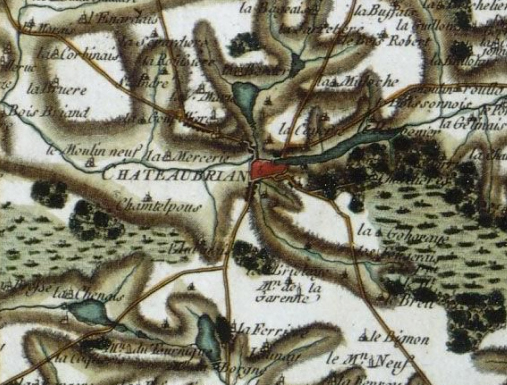
Carte Cassini de Châteaubriant au XVIIIe siècle.

Durant la Révolution, Châteaubriant devient en 1790, chef-lieu de district, et est le théâtre, surtout à partir de 1793, de violents affrontements entre républicains et royalistes. En 1800, la ville est instituée sous-préfecture.
C'est à cette époque que Joseph Léopold Sigisbert Hugo rencontre Sophie Trébuchet, Nantaise exilée, depuis la Terreur, dans la ville chez sa tante Françoise Trébuchet. Ils eurent un fils : Victor Hugo. La maison de Sophie Trébuchet, existe encore, située à proximité de la Maison de l'Ange qui abritait l'Office de tourisme.

### De 1815 à l'Entre-deux-guerres

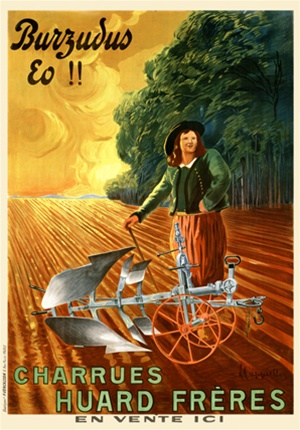
Affiche publicitaire Huard créée en 1911 par Leonetto Cappiello.

Au cours du XIXe siècle, Châteaubriant se modernise avec la démolition des moulins et du mur d'enceinte (quelques tronçons du rempart au nord et au sud de la ville, sont conservés au niveau de la porte Neuve, de la tour du Four à Ban à l'angle sud-ouest et de la tour de Couéré à l'angle nord-ouest), des boulevards sont percés (tel l'actuelle rue Aristide-Briand entre 1845 et 1871), l'hôtel-de-ville élevé, l'hôpital et l'église Saint-Nicolas (devenue siège de la paroisse) sont reconstruits. Dans le château, alors inoccupé, sont installés la sous-préfecture et le tribunal.
Les faubourgs, qui s'étendent de plus en plus, reçoivent les premières usines, il s'agit d'une fonderie (datant de 1856), localisée rue Armand-Franco, et d'une fabrique de matériel agricole, la société Huard fondée en 1863, située rue des Vauzelles. Le fer est extrait dans les mines proches de Rougé, Teillay ou Sion.
De 1877 à 1887 sont inaugurées trois lignes de chemin de fer, elles relient Châteaubriant à Nantes, Sablé-sur-Sarthe, Redon, Rennes et Ancenis. La ville est alimentée en gaz dès 1876 et en eau courante en 1928.

### Seconde Guerre mondiale
Le 22 octobre 1941, 27 otages (internés sous la IIIe République durant la drôle de guerre ou par la police de Vichy à l'automne 1940) du camp de Choisel sont fusillés par les Allemands, en représailles de l'exécution du Feldkommandant de Nantes le 20 octobre 1941, le lieutenant-colonel allemand Karl Hotz. Le plus jeune des 27 otages, Guy Môquet, avait 17 ans. Le lieu de l'exécution, connu depuis sous le nom de « Carrière des Fusillés » ou « La Sablière », est l'un des principaux lieux de mémoire de l'occupation nazie dans la région, auquel une sculpture monumentale de Antoine Rohal rend hommage. En 1944, la ville est bombardée par les Alliés ; l'opération visait les fonderies, mais toucha également une partie du château et du centre-ville.

### Époque contemporaine
La reconstruction d'après-guerre permit la création dans les années 1960 d'une zone industrielle le long de la route nationale 775 (l'actuelle RD771) allant vers Saint-Nazaire, grâce à laquelle l'agglomération continua son expansion vers le sud.
Le 11 novembre 1984, Frédéric Boulay, un militant raciste, armé d'un fusil de chasse tue deux ouvriers turcs et en blesse cinq autres.

## Politique et administration

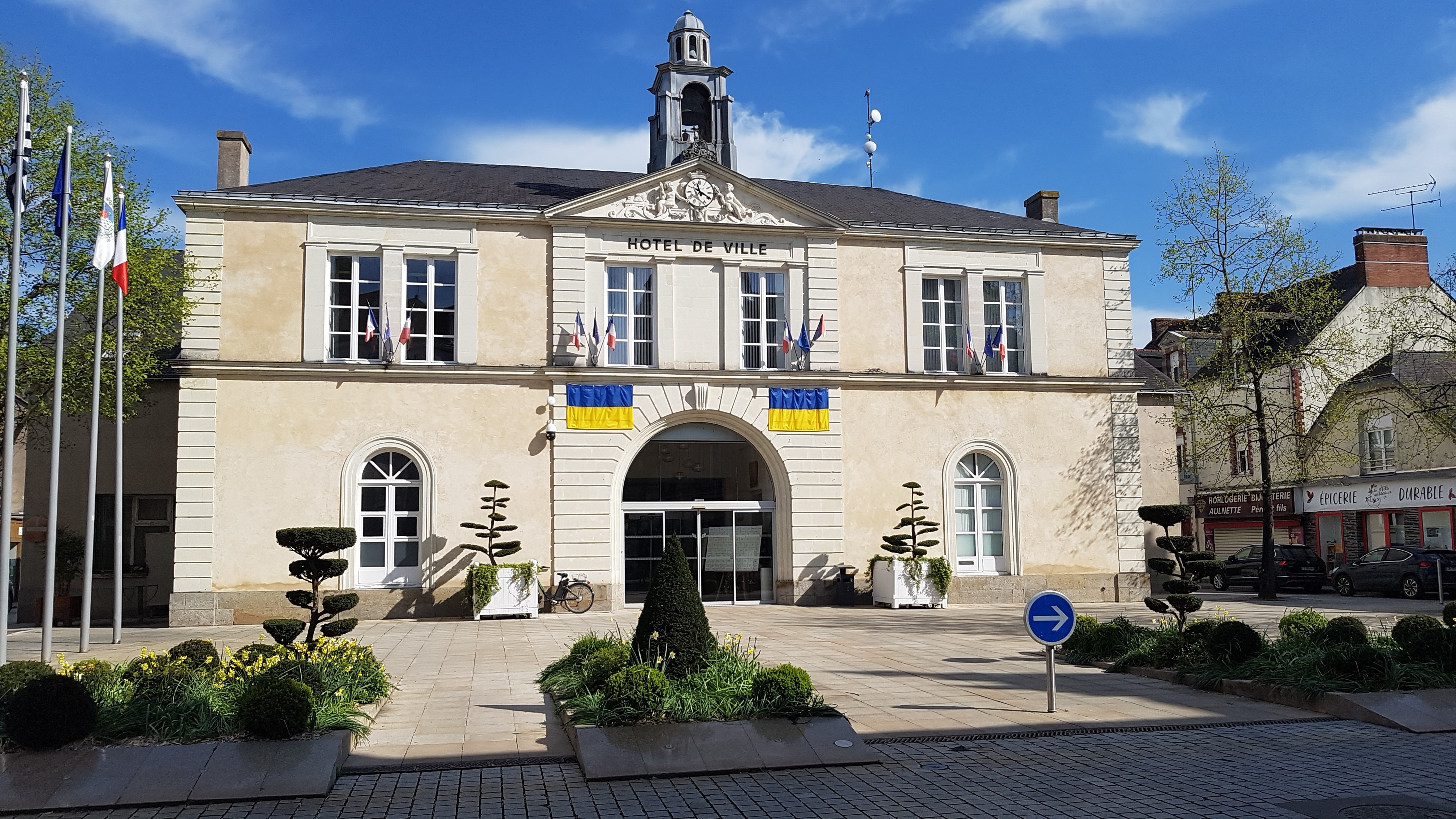
Hôtel de Ville.

La commune de Châteaubriant dépend de la région des Pays de la Loire, et fait partie de la sixième circonscription de la Loire-Atlantique, département dont elle est une des trois sous-préfectures ; elle est également chef-lieu du canton de Châteaubriant et membre de la communauté de communes Châteaubriant-Derval.

### Tendances politiques et résultats
Le décompte des votes du 1er tour de l'élection présidentielle 2022 a révélé à Châteaubriant un taux d'abstention de 29,48 %, supérieur d'environ trois points au taux national. Les électeurs castelbriantais ont principalement voté pour E. Macron 33,49 %, M. Le Pen 21,66 %, J.-L. Mélenchon 18,12 %, V. Pécresse 5,98 %, E. Zemmour 5,18 % et Y. Jadot 4,64 %. E. Macron obtient un score supérieur de 5,64 points à son résultat national. Au second tour, cette tendance se confirme. Le taux d'abstention, plus élevé que sur l'ensemble du territoire, s'élève à 30,41%. E. Macron obtient 65,45% des suffrages exprimés, contre 34,55 pour M. Le Pen. L'écart entre les deux candidats à Châteaubriant (30,9 points) est plus prononcé qu'à l'échelle nationale (17,1 points).
Le député de la circonscription à laquelle est rattaché Châteaubriant est M. Jean-Claude Raux (EELV-Nupes). Lors des élections législatives de 2022, il arrive pourtant en deuxième position des votes castelbriantais avec 25,71% des suffrages au premier tour et 47,03% au second tour. Il est devancé par M. Jordan Esnault (Ensemble) qui obtient 26,99% des suffrages au premier tour et 52,97% au second tour. Suivent M. François Guyot (LR) avec 15,88%, M. Teddy Bougot (RN) avec 14,31% et M. François-Xavier Le Hécho (sans étiquette, divers centre) avec 8,94%. Le taux d'abstention reste stable entre le premier, avec 54,40% et le second tour, avec 53,96%.
Investi par EELV et l'alliance de gauche Nupes pour les Élections législatives de 2022 dans la 6e circonscription de la Loire-Atlantique, Jean-Claude Raux succède à Yves Daniel (PS), qui n'est pas candidat à sa réélection. Élu avec 52,89% des suffrages au second tour, il est membre de la commission des affaires culturelles et de l'éducation.

### Administration municipale
Le conseil municipal compte 33 élus. Le maire, M. Alain Hunault, est entouré de 9 adjoints. Parmi les autres conseillers municipaux, 17 font partie de la majorité et 6 de l'opposition.

### Fiscalité
| Taxe                                                | Taux appliqué (part communale) | Recettes dégagées en 2009 et en € |
| --------------------------------------------------- | ------------------------------ | --------------------------------- |
| Taxe d'habitation (TH)                              | 14,86 %                        | 1 589 000                         |
| Taxe foncière sur les propriétés bâties (TFPB)      | 18,20 %                        | 2 187 000                         |
| Taxe foncière sur les propriétés non bâties (TFPNB) | 38,87 %                        | 72 000                            |
| Taxe professionnelle (TP)                           | 0,00 %                         | 0                                 |

### Budget
| Évolution de l'endettement (en milliers d’€) | Évolution des dépenses d’équipement (en milliers d’€) : |

### Sécurité, instances judiciaire et administrative
La gendarmerie de Châteaubriant est basée dans la caserne Pierre Marionneau et comprend une compagnie, une brigade territoriale, une brigade de recherche, et un peloton de surveillance et d'intervention. Une des brigades de la compagnie est basée dans la commune, il s'agit de la compagnie Châteaubriant-Rougé.
La police municipale dispose en 2010 d'un effectif de 13 agents en tenue et de 5 vacataires chargés de la sécurité et de la circulation aux entrées des écoles.
La commune dépend de la cour d'appel de Rennes, du tribunal de grande instance et d'instance ainsi que du tribunal de commerce et du conseil de prud'hommes de Nantes. Une maison de justice et du droit est implantée à Châteaubriant.

### Intercommunalité
Châteaubriant est le siège de la communauté de communes du Castelbriantais, qui regroupe 19 communes. Le conseil communautaire compte 47 élus, dont 8 désignés par le conseil municipal de Châteaubriant. En 2010, le président du conseil communautaire est le maire de Châteaubriant, M. Hunault.
Le 1er janvier 2017, les communautés de communes du Castelbriantais et du secteur de Derval fusionnent pour constituer une intercommunalité unique sous le nom de « communauté de communes Châteaubriant-Derval », dont Châteaubriant devient le siège.

### Jumelages
Châteaubriant est jumelée avec plusieurs villes :
- Radevormwald (Allemagne) depuis 1981[64] ;
- Athlone (Irlande) depuis 1995[65] ;
- Brabova (Roumanie) depuis 1996, partenariat[66].

En outre, des échanges ont eu lieu avec Tigzirt (Algérie).

## Population et société

### Démographie
L'évolution du nombre d'habitants est connue à travers les recensements de la population effectués dans la commune depuis 1793. Pour les communes de plus de 10 000 habitants les recensements ont lieu chaque année à la suite d'une enquête par sondage auprès d'un échantillon d'adresses représentant 8 % de leurs logements, contrairement aux autres communes qui ont un recensement réel tous les cinq ans,.

En 2022, la commune comptait 12 231 habitants, en évolution de +3,18 % par rapport à 2016 (Loire-Atlantique : +6,68 %, France hors Mayotte : +2,11 %).
| 1793  | 1800  | 1806  | 1821  | 1831  | 1836  | 1841  | 1846  | 1851  |
| ----- | ----- | ----- | ----- | ----- | ----- | ----- | ----- | ----- |
| 3 324 | 3 049 | 2 768 | 3 274 | 3 709 | 3 634 | 3 732 | 3 867 | 4 064 |

| 1856  | 1861  | 1866  | 1872  | 1876  | 1881  | 1886  | 1891  | 1896  |
| ----- | ----- | ----- | ----- | ----- | ----- | ----- | ----- | ----- |
| 4 287 | 4 636 | 4 834 | 5 111 | 5 228 | 5 564 | 6 177 | 6 523 | 7 001 |

| 1901  | 1906  | 1911  | 1921  | 1926  | 1931  | 1936  | 1946  | 1954  |
| ----- | ----- | ----- | ----- | ----- | ----- | ----- | ----- | ----- |
| 7 234 | 7 169 | 7 479 | 7 692 | 7 989 | 8 112 | 8 271 | 9 276 | 9 284 |

| 1962   | 1968   | 1975   | 1982   | 1990   | 1999   | 2006   | 2011   | 2016   |
| ------ | ------ | ------ | ------ | ------ | ------ | ------ | ------ | ------ |
| 10 852 | 11 986 | 13 231 | 14 023 | 12 783 | 12 065 | 12 390 | 12 007 | 11 854 |

| 2021   | 2022   | - | - | - | - | - | - | - |
| ------ | ------ | - | - | - | - | - | - | - |
| 12 189 | 12 231 | - | - | - | - | - | - | - |

Selon le classement établi par l'Insee, Châteaubriant est une ville isolée qui est le centre d'une aire urbaine, d'une zone d'emploi et d'un bassin de vie. Toujours selon l'Insee, en 2010, la répartition de la population sur le territoire de la commune était considérée comme « intermédiaire » : 87 % des habitants résidaient dans des zones « intermédiaires », 11 % dans des zones « peu denses »et 2 % dans des zones « très peu denses ».

#### Pyramide des âges
En 2018, le taux de personnes d'un âge inférieur à 30 ans s'élève à 32,3 %, soit en dessous de la moyenne départementale (37,3 %). À l'inverse, le taux de personnes d'âge supérieur à 60 ans est de 34,3 % la même année, alors qu'il est de 23,8 % au niveau départemental.
En 2018, la commune comptait 5 664 hommes pour 6 347 femmes, soit un taux de 52,84 % de femmes, légèrement supérieur au taux départemental (51,42 %).
Les pyramides des âges de la commune et du département s'établissent comme suit.
| Hommes | Classe d’âge | Femmes |
| ------ | ------------ | ------ |
| 0,6    | 90 ou +      | 2,4    |
| 10,5   | 75-89 ans    | 14,4   |
| 19,1   | 60-74 ans    | 21,1   |
| 19,3   | 45-59 ans    | 19,0   |
| 14,9   | 30-44 ans    | 13,6   |
| 18,2   | 15-29 ans    | 14,2   |
| 17,4   | 0-14 ans     | 15,2   |

| Hommes | Classe d’âge | Femmes |
| ------ | ------------ | ------ |
| 0,6    | 90 ou +      | 1,8    |
| 6      | 75-89 ans    | 8,6    |
| 15,1   | 60-74 ans    | 16,4   |
| 19,4   | 45-59 ans    | 18,8   |
| 20,1   | 30-44 ans    | 19,3   |
| 19,2   | 15-29 ans    | 17,4   |
| 19,5   | 0-14 ans     | 17,6   |

### Enseignement
Châteaubriant dépend de l'académie de Nantes. En 2008, la ville recensait 5 000 élèves. La commune compte six écoles maternelles et élémentaires, trois collèges (un privé, deux publics), deux lycées généraux et professionnels (un public, le lycée polyvalent Guy Môquet - Etienne Lenoir de Châteaubriant (d), et un privé, le lycée Saint Joseph Nazareth), ainsi qu'une Maison familiale rurale, un institut de formation en soins infirmiers, un centre Greta, un établissement et service d'accompagnement par le travail, un institut médico-éducatif. La ville a aussi un conservatoire de musique, le Conservatoire intercommunal de Châteaubriant-Derval.

### Santé
Châteaubriant est un pôle de santé important au nord du département. Sa zone médicale est estimée à 80 000 personnes. Le pôle santé de Choisel, qui concentre les services du Centre hospitalier et de la clinique Sainte-Marie emploie 800 personnes.
En 2003, la clinique Sainte-Marie est rattachée à l'hôpital de Châteaubriant pour former le Pôle Santé de Choisel.

### Environnement et recyclage
La mairie de Châteaubriant mène plusieurs actions visant à respecter les exigences environnementales. Des panneaux photovoltaïques sont installés sur les bâtis existants, il est procédé à des diagnostics énergétiques, les nouvelles constructions répondent aux normes de Haute qualité environnementale. La promotion des déplacements doux est faite via la réalisation d'un « plan vélo ». Les nouveaux lotissements répondent à de nouvelles normes environnementales sur la récupération des eaux pluviales, les espaces verts, la dimension des voies publiques. Le mobilier urbain est choisi en fonction de sa composition en matériaux recyclés. La gestion des espaces verts est adaptée, notamment concernant l'utilisation les méthodes douces de désherbage ou la création de zones de prairies fleuries. En termes d'économie d'énergie, un projet de chaudière-bois est lancé en 2010, tandis qu'un chauffe-eau solaire a permis une diminution de 50 % des dépenses de gaz du camping municipal en 2009. Des mesures sont prises également sur la consommation d'eau, la consommation électrique de l'éclairage.
Châteaubriant est associée au projet de construction d'une usine de méthanisation de Valdis. Le site retenu est celui de Grand Lande à Issé. Cette usine, qui permettrait la création de 23 emplois, produirait des fertilisants naturels et de l'énergie non consommatrice d’énergies fossiles exclusivement à partir de déchets organiques. La production électrique de l'unité correspondrait à la consommation annuelle de Châteaubriant. La production de chaleur, destinée à l'industrie, équivaudrait à 1 600 tonnes de pétrole par an. Les fertilisants produits correspondraient à 220 000 unités d'azote pour 2 200 hectares de culture. Les actionnaires du projet sont : le groupe SARIA (51 %), Terrena (34 %), Castel Viande (9 %), Verdesis (5 %) et SAS Agrosynergie Partenaires (1 %). Les travaux débutent en décembre 2010, la mise en route devrait avoir lieu au cours du second semestre 2011

### Manifestations culturelles et festives

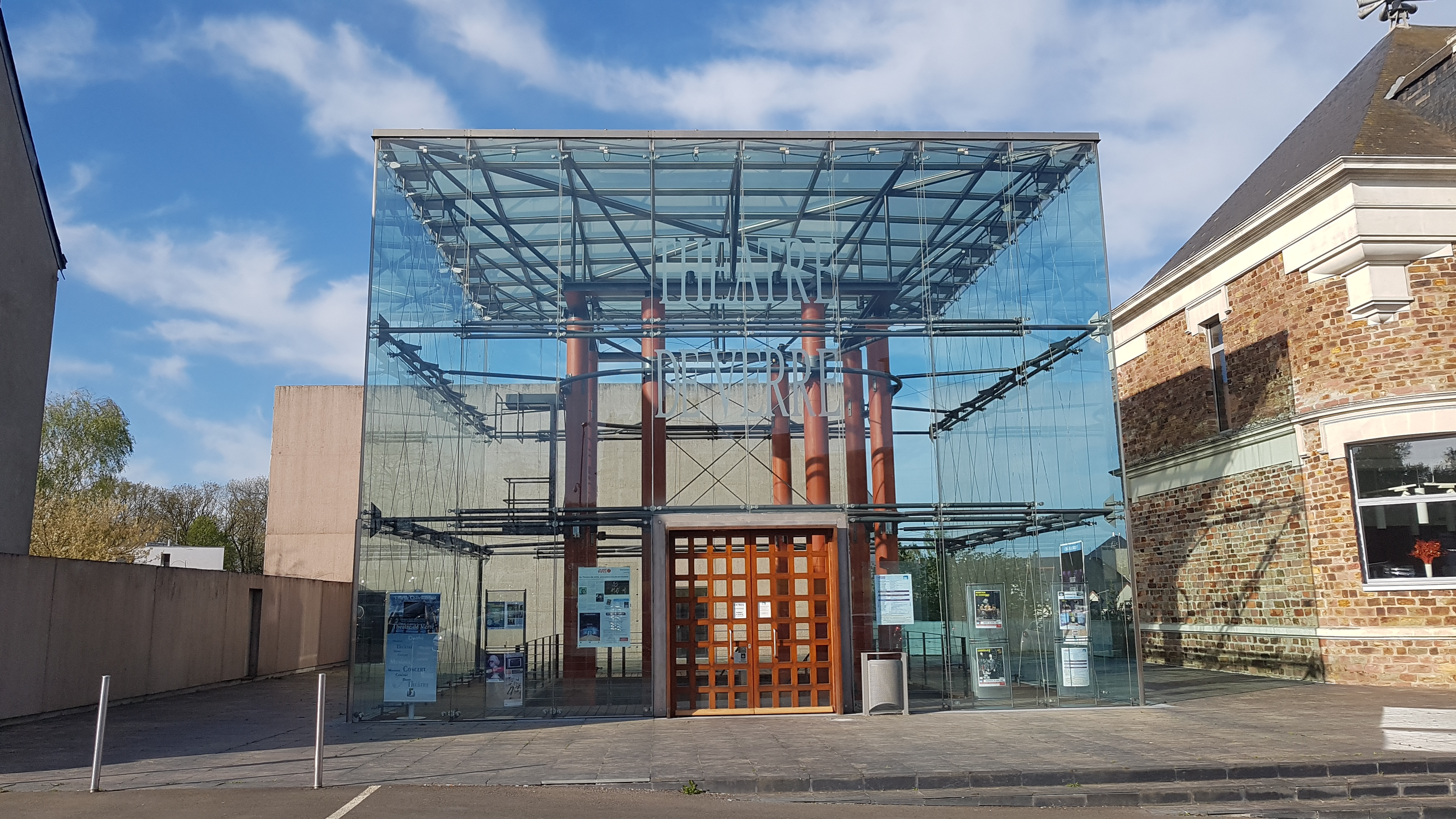
Théâtre de Verre.

Les arts du spectacle bénéficient à Châteaubriant du « Théâtre de Verre », d'un cinéma de quatre salles, d'une micro-folie et d'un conservatoire intercommunal de musique, de danse et d'art dramatique.
La ville est animée par la Foire de Béré, en septembre, mais également par la Fête de la musique, les rando-rollers, le trophée des « éclats sportifs » en novembre, les illuminations de Noël. Le Festival Anne de Bretagne, itinérant dans une ville différente de la Loire-Atlantique chaque année, s'est déroulé à Châteaubriant en 1998, en 2004 et en 2009. Un salon du livre ainsi qu'une exposition d'art ont eu lieu en novembre 2021 puis novembre 2022.
Châteaubriant possède également un cercle celtique pour apprendre à danser les danses traditionnelles, ainsi qu'un bagad.
La ville a également un Conservatoire à rayonnement intercommunal dirigé par Frédéric Oster.

### Sports
La commune dispose d'un centre aquatique et d'une piscine olympique, d'un hippodrome, d'un bowling, un skate-park et d'un vélodrome. Le centre municipal des sports dispose de quatre salles accueillant la pratique du handball, du badminton, du tennis de table, du tir à l'arc, du Tai Chi Chuan et du Qi Gong. Le gymnase Guy Môquet héberge les adeptes de basket-ball et roller-hockey. Les Castelbriantais peuvent pratiquer la boxe, la musculation, l'escrime et de la gymnastique artistique, au Centre Bretagne, le tennis et le squash à la halle de tennis Maurice Deniaud, les arts martiaux à la salle de judo et karaté, la pétanque dans le boulodrome couvert, le football et le rugby dans les cinq stades de la ville. Les adeptes d'équitation ont accès à un parcours de saut d'obstacles au parc de Choisel. De Plus Châteaubriant dispose maintenant d'une salle de fitness L'Orange bleue ainsi qu'un centre de soccer, football en salle sur herbe synthétique.
De nombreux clubs sportifs existent, dont les Voltigeurs de Châteaubriant, club de football créé en 1907, le club de rugby Sport athlétique castelbriantais créé en 1912 et Les Grizzlis, club de roller-hockey fondé en 2002.
L'Amicale Laïque Châteaubriant, créée en 1938, est la plus grosse association de la Ville. Elle regroupe 6 sections sportives (football, basket-ball, handball, badminton, gymnastique rythmique, randonnée). Plusieurs sections sont en sommeil depuis plusieurs années (athlétisme, volley-ball, théâtre, cinéma).

### Médias
En plus des journaux quotidiens régionaux (Ouest-France et Presse-Océan), il existe deux hebdomadaires : L'Éclaireur et La Mée, tandis que la mairie édite les bulletins Châteaubriant-Magazine et Mairie-Infos.
Un site d'informations du Pays de Châteaubriant, Châteaubriant Actualités, depuis 2005.
Il existe deux radios locales, Radio Château, qui est situé sur le site d'Hochepie, à Soudan (6 km) est accessible sur Radio Château 99.7 FM et Zénith FM 87.7, basée à une vingtaine de kilomètres.
Depuis le 13 septembre 2008, une web télé de pays a été mise en place : Pulceo. À la suite de l'arrêt de CLA9, chaîne de télévision câblée municipale, la ville de Châteaubriant propose ses vidéos sur son propre site.

### Cultes
La commune compte des lieux de cultes consacrés à la pratique de la religion catholique. Depuis le 1er janvier 2025, le territoire de la ville fait intégralement partie de la paroisse Sainte-Famille-en-Pays-de-la-Mée, regroupant les anciennes paroisses de Sainte-Croix-en-Châteaubriant et Saint-Joseph-du-Don Sainte Croix en Châteaubriant, qui dépend du diocèse de Nantes (province ecclésiastique de Rennes). Le culte est pratiqué dans les églises Saint-Nicolas et Saint-Jean-de-Béré.
Il y a également à Châteaubriant une mosquée, située dans le quartier de la Ville-aux-Roses.

## Économie

### Revenus de la population
En 2008, le revenu fiscal médian par ménage était de 15 705 €, ce qui plaçait Châteaubriant au 23578e rang parmi les 31 604 communes de plus de 50 ménages en métropole.

### Emploi
En 2007, 7 498 Castelbriantais avaient entre 15 et 64 ans. Les actifs ayant un emploi représentaient 60 % de la population, les retraités en représentaient 9,1 %, tandis que 11,8 % des Castelbriantais étaient considérés comme autres inactifs. La population estudiantine représentait 9,1 % des Castelbriantais.
La même année l'Insee recense 750 chômeurs, ce qui donne un taux de chômage de 10 % pour la commune contre 9,3 % pour le département.
Répartition des emplois par domaines d'activité en 2007
|                             | Agriculture | Industrie | Construction | Commerce | Services |
| --------------------------- | ----------- | --------- | ------------ | -------- | -------- |
| Châteaubriant               | 0,8 %       | 22,8 %    | 6,0 %        | 37,8 %   | 32,5 %   |
| Moyenne nationale           | 3,48 %      | 15,40 %   | 6,45 %       | 13,32 %  | 61,40 %  |
| Sources des données : Insee |             |           |              |          |          |

Répartition des emplois par catégories socioprofessionnelles en 2007
|                             | Agriculteurs | Artisans, commerçants, chefs d'entreprise | Cadres, professions intellectuelles | Professions intermédiaires | Employés | Ouvriers |
| --------------------------- | ------------ | ----------------------------------------- | ----------------------------------- | -------------------------- | -------- | -------- |
| Châteaubriant               | 0,8 %        | 4,9 %                                     | 9,1 %                               | 23,1 %                     | 29,8 %   | 32,4 %   |
| Moyenne Nationale           | 2,4 %        | 6,4 %                                     | 12,1 %                              | 22,1 %                     | 29,9 %   | 27,1 %   |
| Sources des données : Insee |              |                                           |                                     |                            |          |          |

### Entreprises et commerces
Châteaubriant possède une antenne de la chambre de commerce et d'industrie de Nantes et de Saint-Nazaire.
La ville concentre de nombreux services, commerces, etc. Ce sont au total 1 105 établissements qui y sont actifs dont 76 dans l'industrie, 96 dans la construction, 236 dans le commerce et 697 dans les services. L'industrie est dominée par l'agroalimentaire (son foirail le deuxième marché bovin national, l'entreprise Castel-viande y est implantée), la métallurgie (charrue Kuhn-Huard, ABRFI (fermée en mai 2014) du groupe AORF, Pebecco, etc.) et la plasturgie (Tetrapak, Team Plastique, Promoplast, etc.).

### La foire de Béré
La foire, créée en 1050, est l'une des plus vieilles foires de France et encore aujourd'hui un grand événement pour la région. Elle réunit, durant quatre jours, le 2e week-end de septembre, des exposants de matériel agricole, d'ameublement, d'aménagement de loisirs, d'automobiles, etc. La foire est toujours accompagnée d'une fête foraine et accueille chaque année près de 45 000 visiteurs payants, auxquels il convient de joindre les exposants, les enfants de moins de 14 ans et les invités, ce qui permet d'établir à 55 000 le nombre de visiteurs. La fête foraine connaît une fréquentation de près de 100 000 personnes. Depuis 2006, la foire commerciale est intégrée au club des 36 foires labellisées « Foires de France » en respectant le référentiel de la Fédération des Foires, Salons et Congrès de France.
Pour 2012, le bassin de population potentiellement concernée représente 180 000 habitants issus de la Loire-Atlantique, d'Ille-et-Vilaine, de la Mayenne et de Maine-et-Loire. Le site s'étend sur 32 hectares dont 10 pour la foire, la surface de stationnement des véhicules (12 000 places gratuites) représente 22 hectares. Cinq restaurants proposent 2 000 places. La foire commerciale proprement dite est assurée par 430 exposants répartis sur 9 hectares, tandis qu'un espace marché regroupe 120 commerces non sédentaires sur 5 000 m2. L'espace élevage accueille plus de 300 bovins et 150 ovins.

## Patrimoine

### Patrimoine civil
Le château de Châteaubriant intégrait le système de défense des Marche de Bretagne au Moyen Âge. La construction de la forteresse d'origine date du XIe siècle. Son évolution en château-fort se déroule jusqu'au XVIe siècle. Il est habité par les seigneurs de Châteaubriant. Par la suite, on verra apparaitre des ajouts et modifications de style Renaissance. Au cours du XVIIe siècle, le château passe sous le contrôle de la famille des Bourbon-Condé jusqu'à la Révolution française.
Acquis par le conseil général de la Loire-Atlantique en 1853, les bâtiments du château abritent ensuite la sous-préfecture (jusqu'en 2012), le Trésor public et le tribunal d'instance (jusqu'en 2009). Le château fait l'objet d'un classement au titre des monuments historiques depuis le 11 juillet 1921.

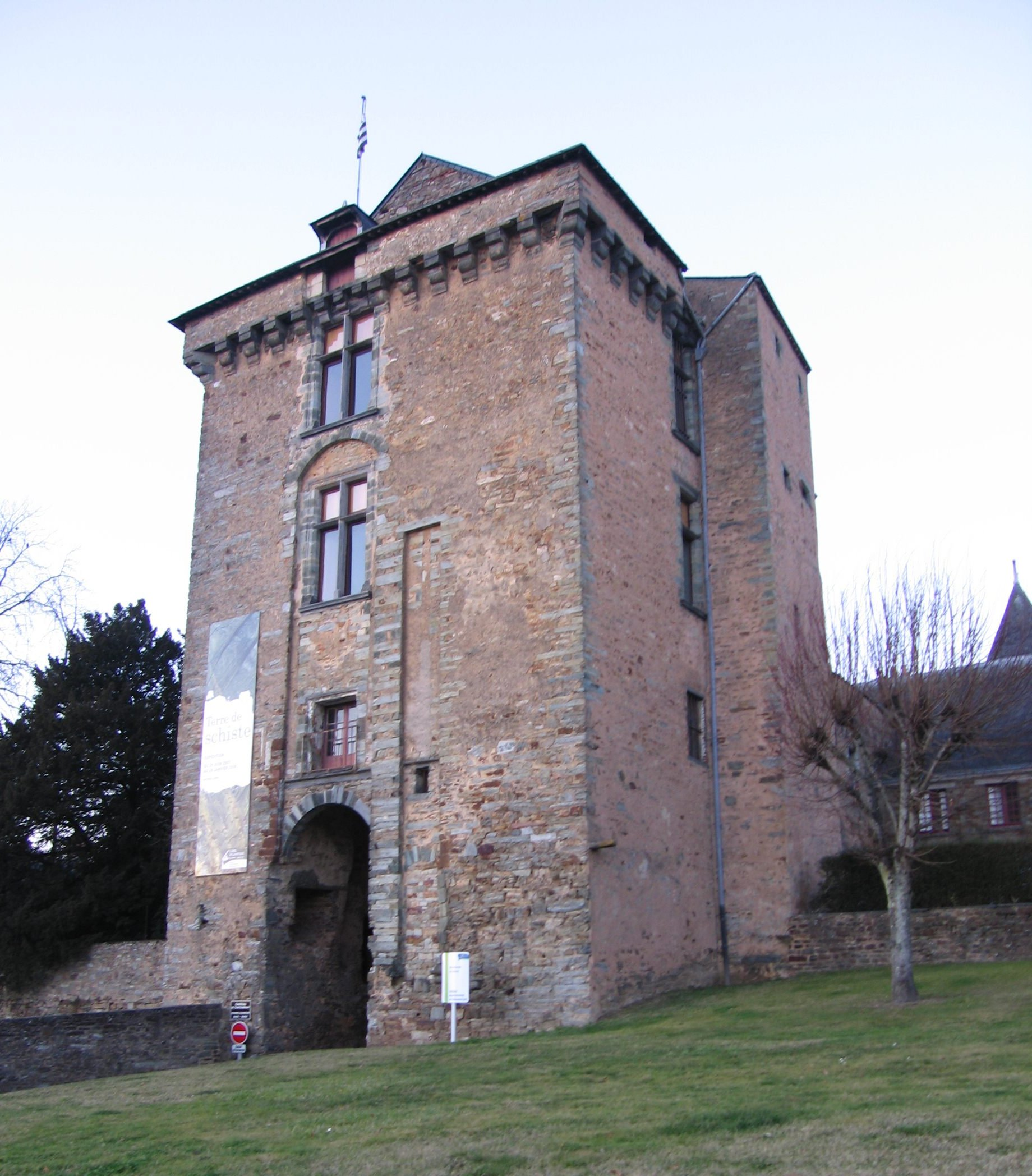
Le Pavillon des Champs, entrée principale du château.
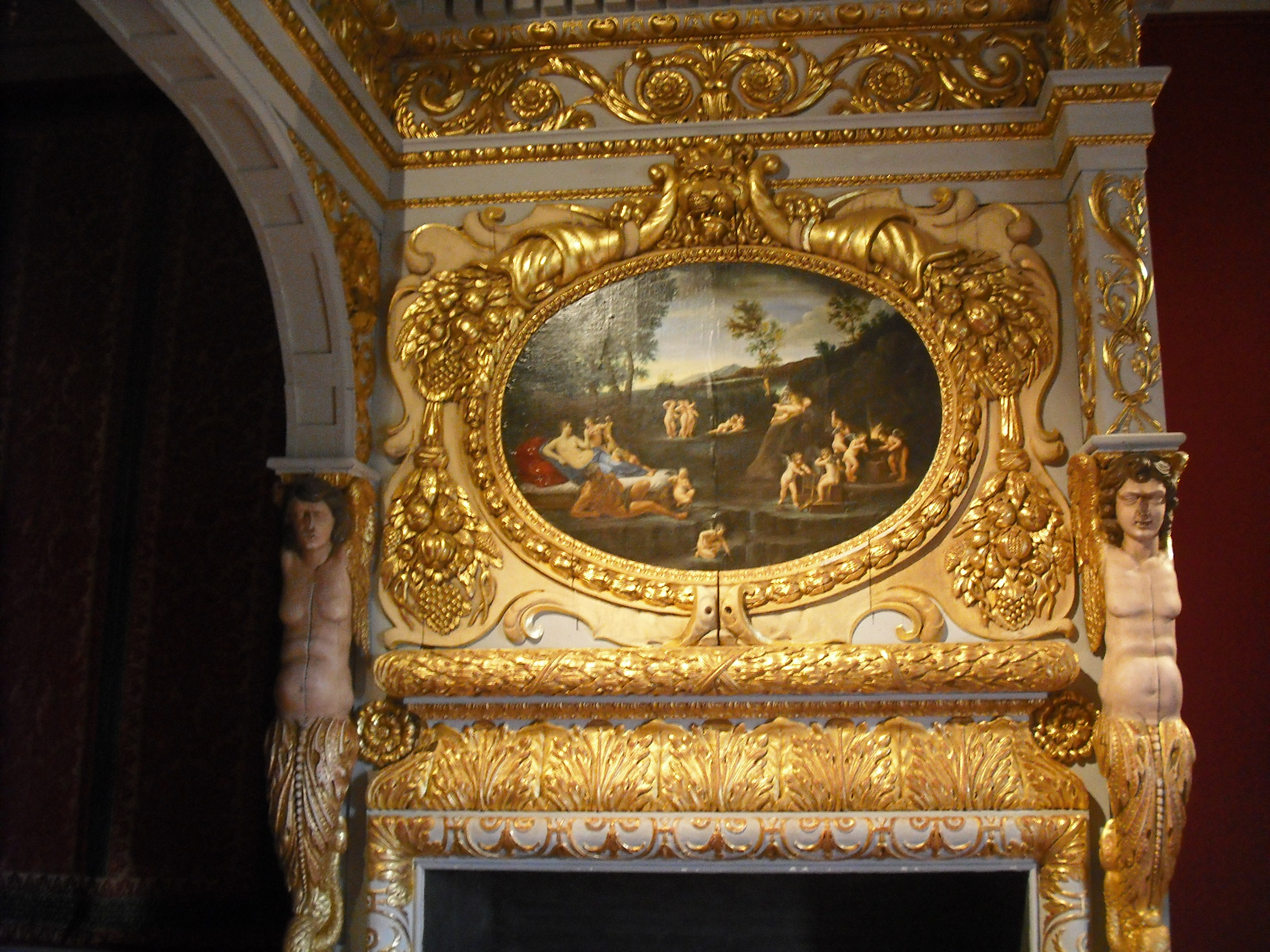
Détail de la Chambre Dorée, aménagée dans le château Renaissance au XVIIe siècle.

La vieille ville est riche de maisons, de manoirs et d'hôtels anciens, dont certains furent construits au XVe siècle. Certains édifices, comme la maison de l'Ange, la maison du Sabot-Rouge ou encore l'hôtel de la Houssaye sont inscrits aux monuments historiques. Le centre-ville conserve quelques vestiges des remparts, dont la plus grande partie fut détruite au XIXe siècle. La Porte-Neuve, reconstruite au XVIe siècle est la seule encore debout, mais des portions de murailles et plusieurs tours sont bien conservées.

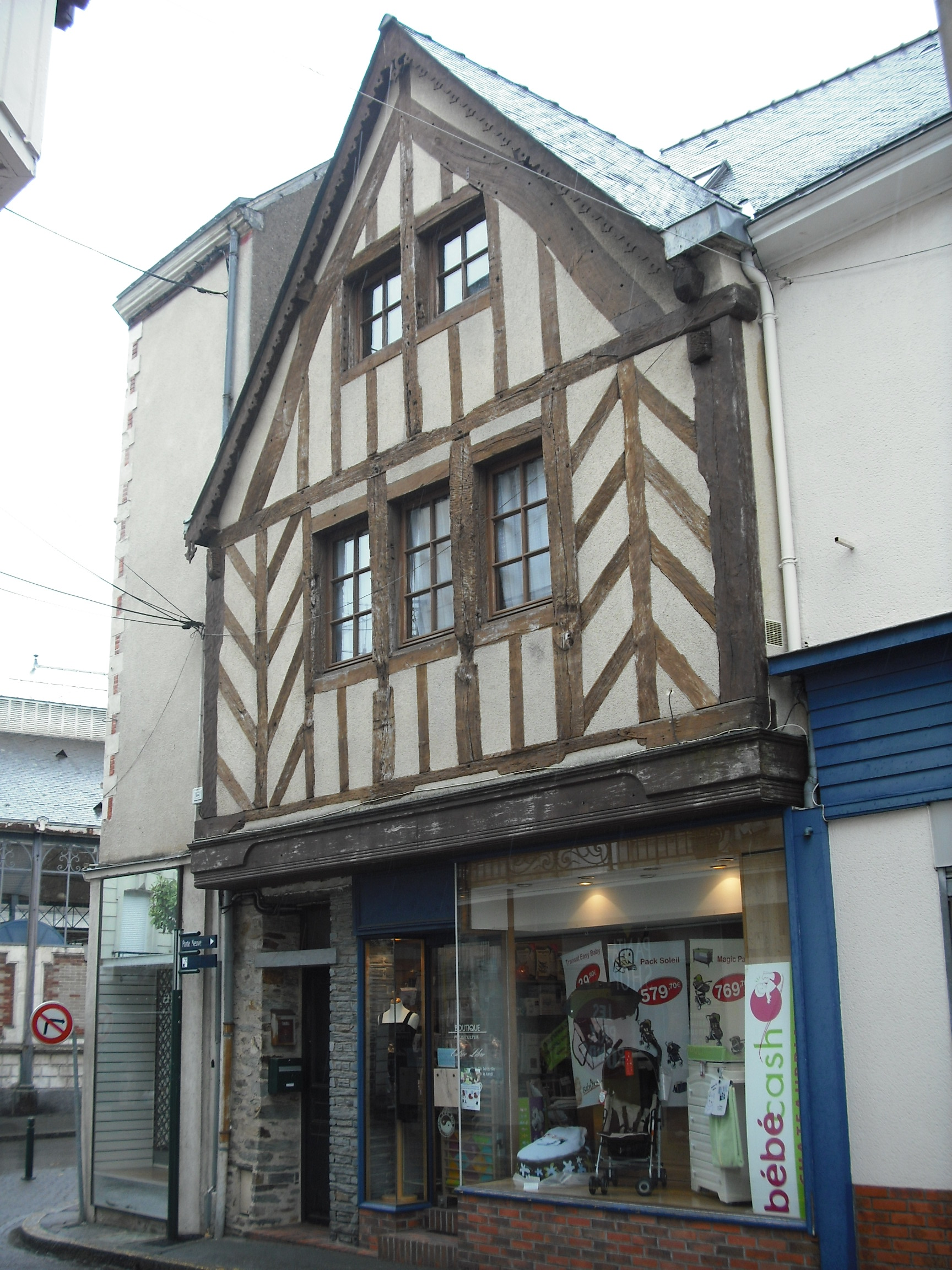
Maison médiévale à colombage dans la vieille-ville.
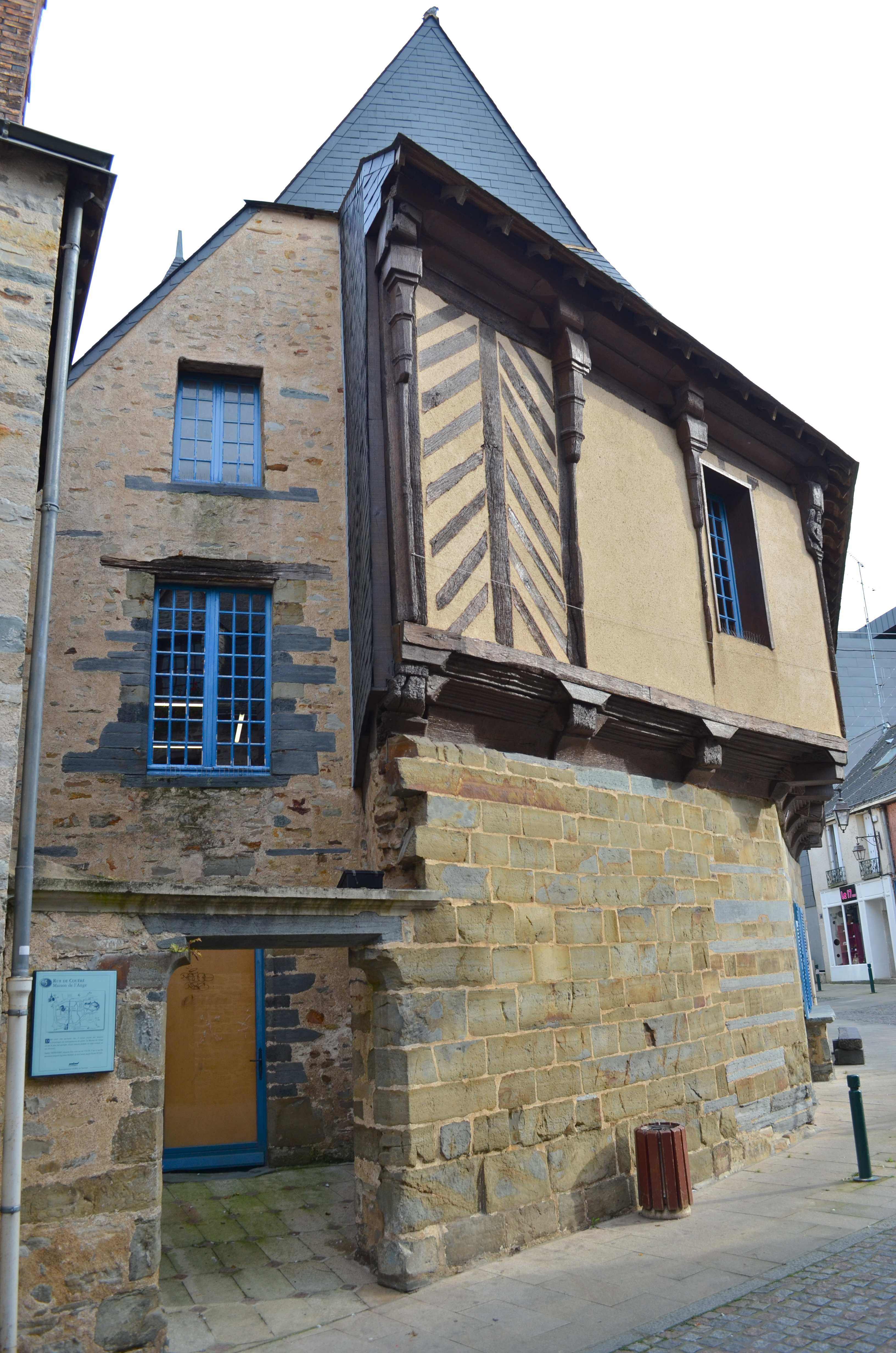
Maison de l'Ange.
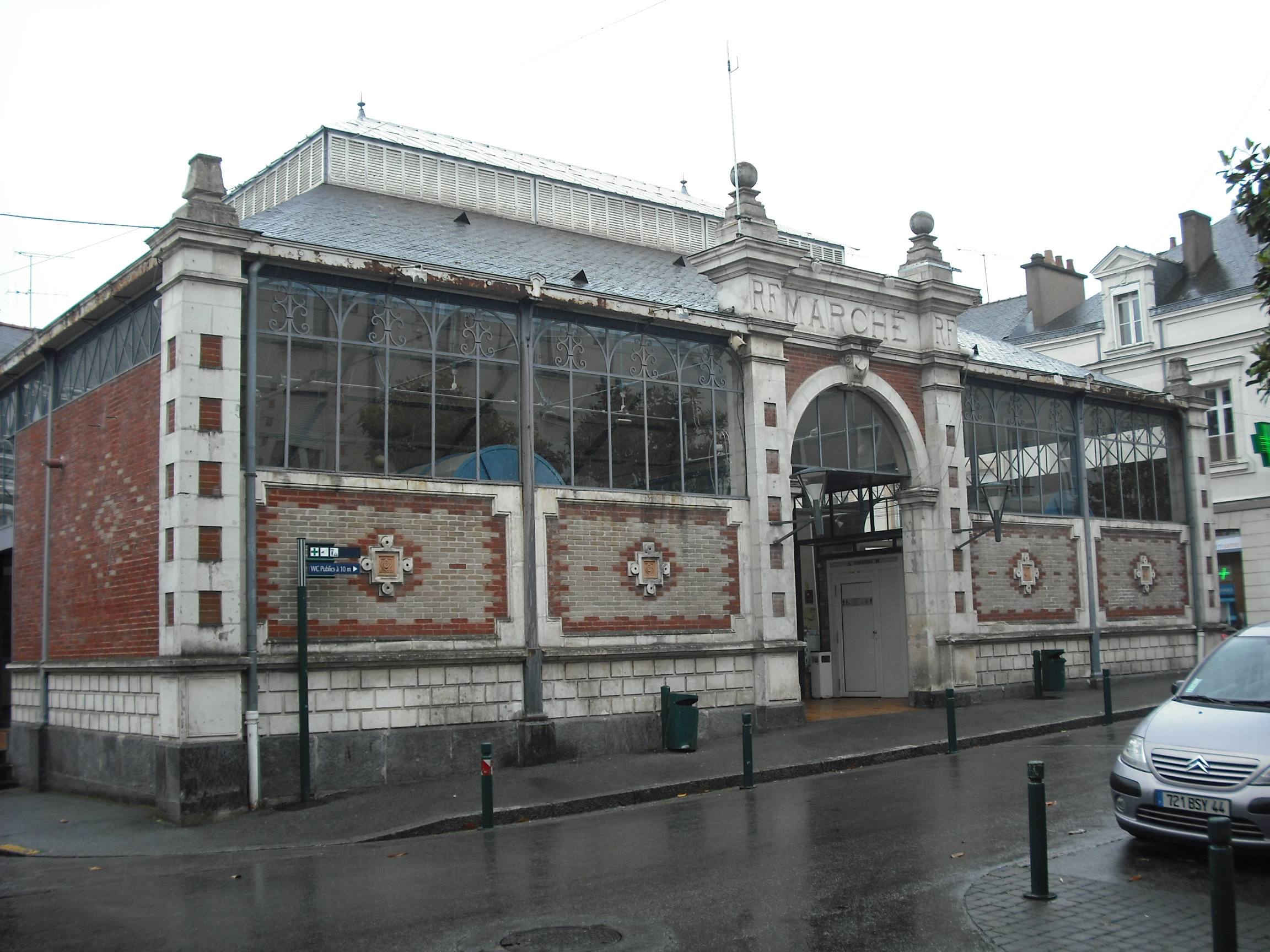
Le marché couvert, inauguré en 1900.
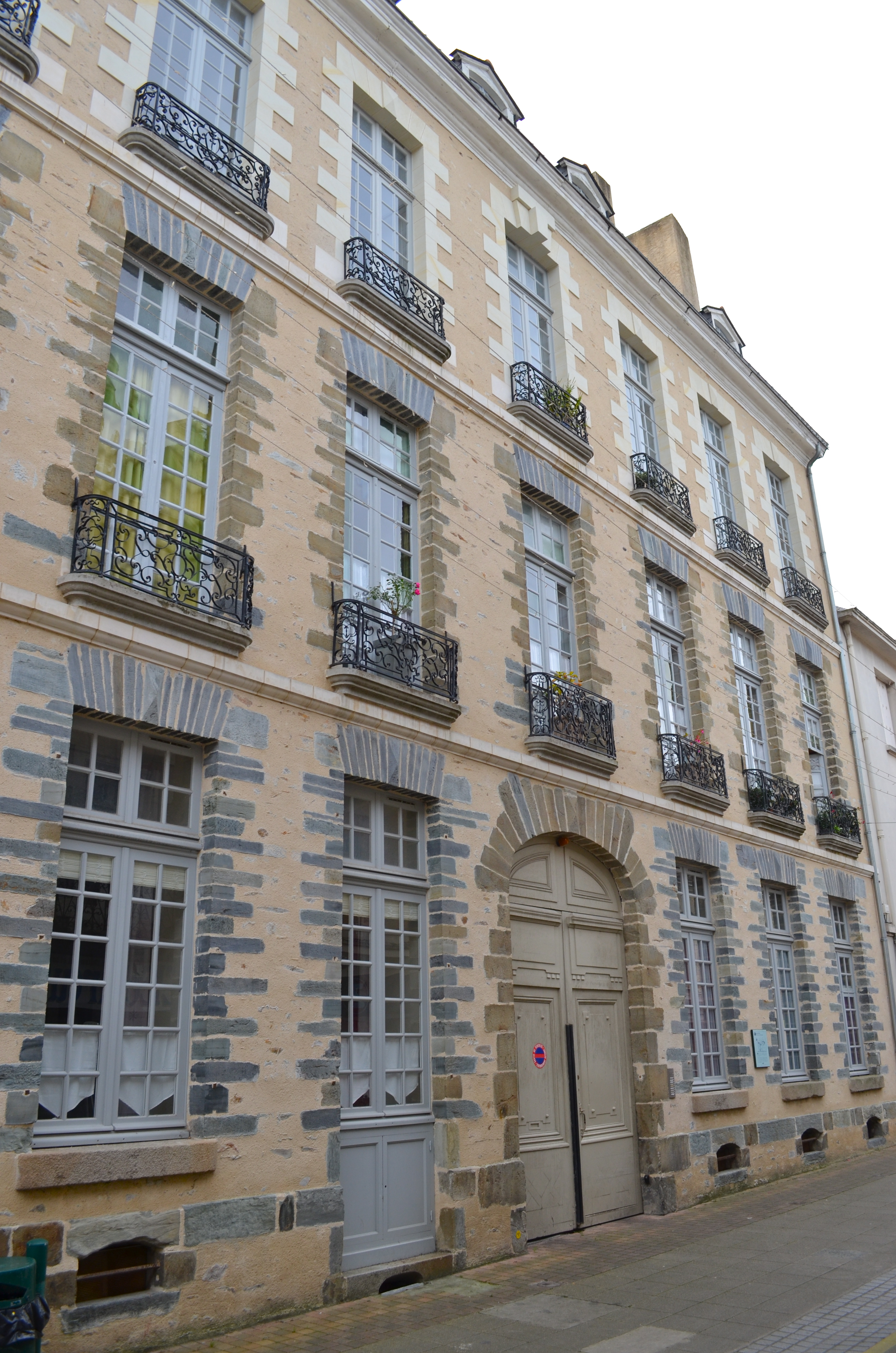
Hôtel de la Houssaye.

La halle, construite en 1900, à quelques mètres de l'emplacement de la vieille halle en bois, accueille régulièrement des expositions sous son ossature métallique. L'hôtel de ville a été construit vers 1850. L'édifice devait au départ uniquement servir de halle, afin de remplacer celle en bois. Finalement, une prison, puis une remise de pompiers furent installées et enfin des bureaux pour la mairie. Le rez-de-chaussée fut réaménagé en bureaux lui aussi après qu'une autre halle fut construite en 1900.
La carrière des Fusillés est une ancienne carrière, aménagée en mémorial, évoquant la mémoire des 27 otages fusillés en ce lieu le 22 octobre 1941 en représailles contre l’exécution, deux jours auparavant, du lieutenant-colonel Holtz par trois jeunes résistants, à Nantes.

### Patrimoine religieux
L'église Saint-Jean de Béré, dont les origines remontent au Xe siècle, a été construite puis remaniée du XIe siècle au XIIe siècle et des ajouts furent faits du XVe siècle au XVIIe siècle. La flèche du clocher est emportée par la grande tempête de 1705 et l'édifice est abandonné pendant la Révolution. Les messes ne sont célébrées à nouveau qu'en 1839 et le clocher n'est réparé qu'en 1889 . L'église fait l’objet d’un classement au titre des monuments historiques depuis le 26 décembre 1906.

Église Saint-Jean de Béré
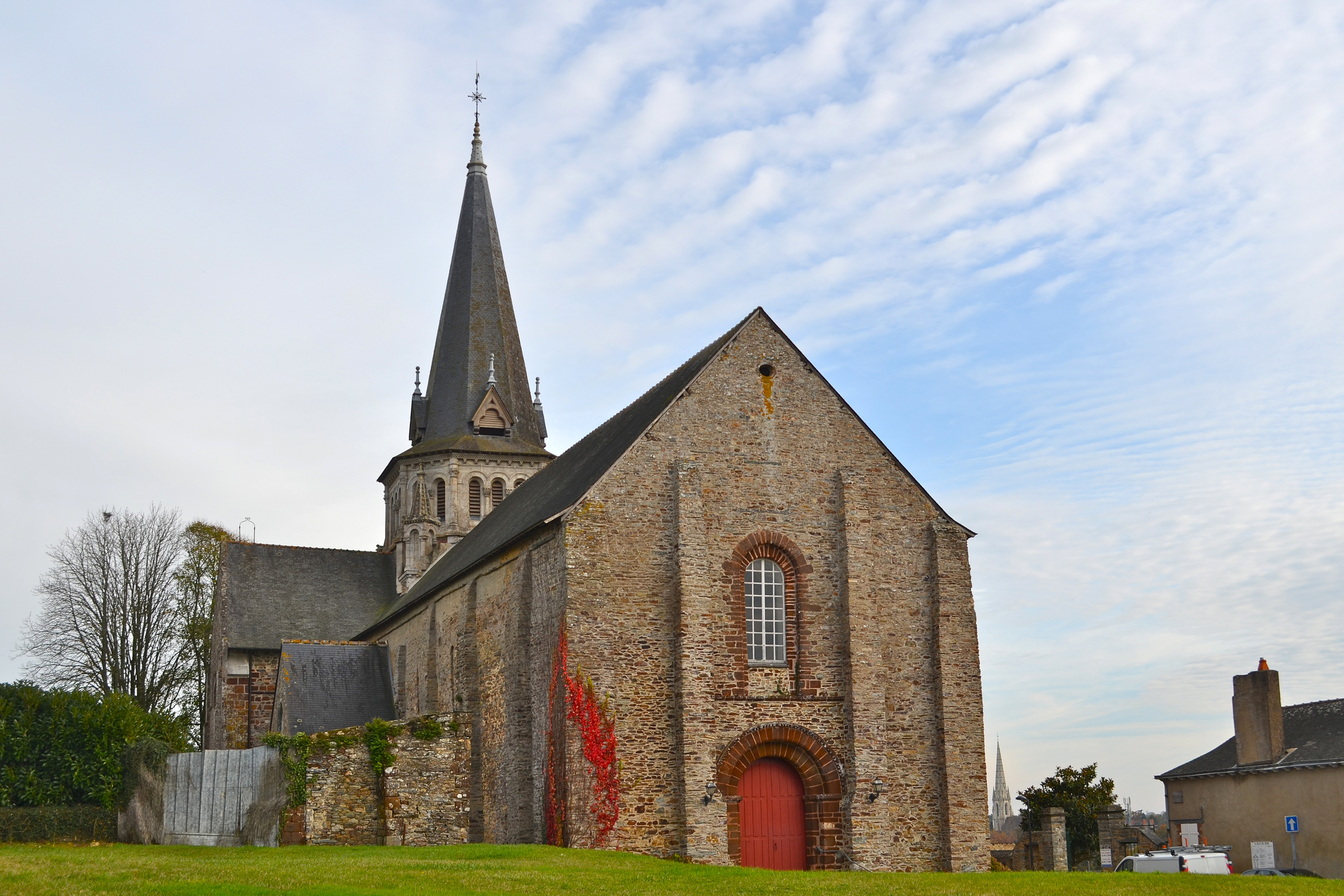
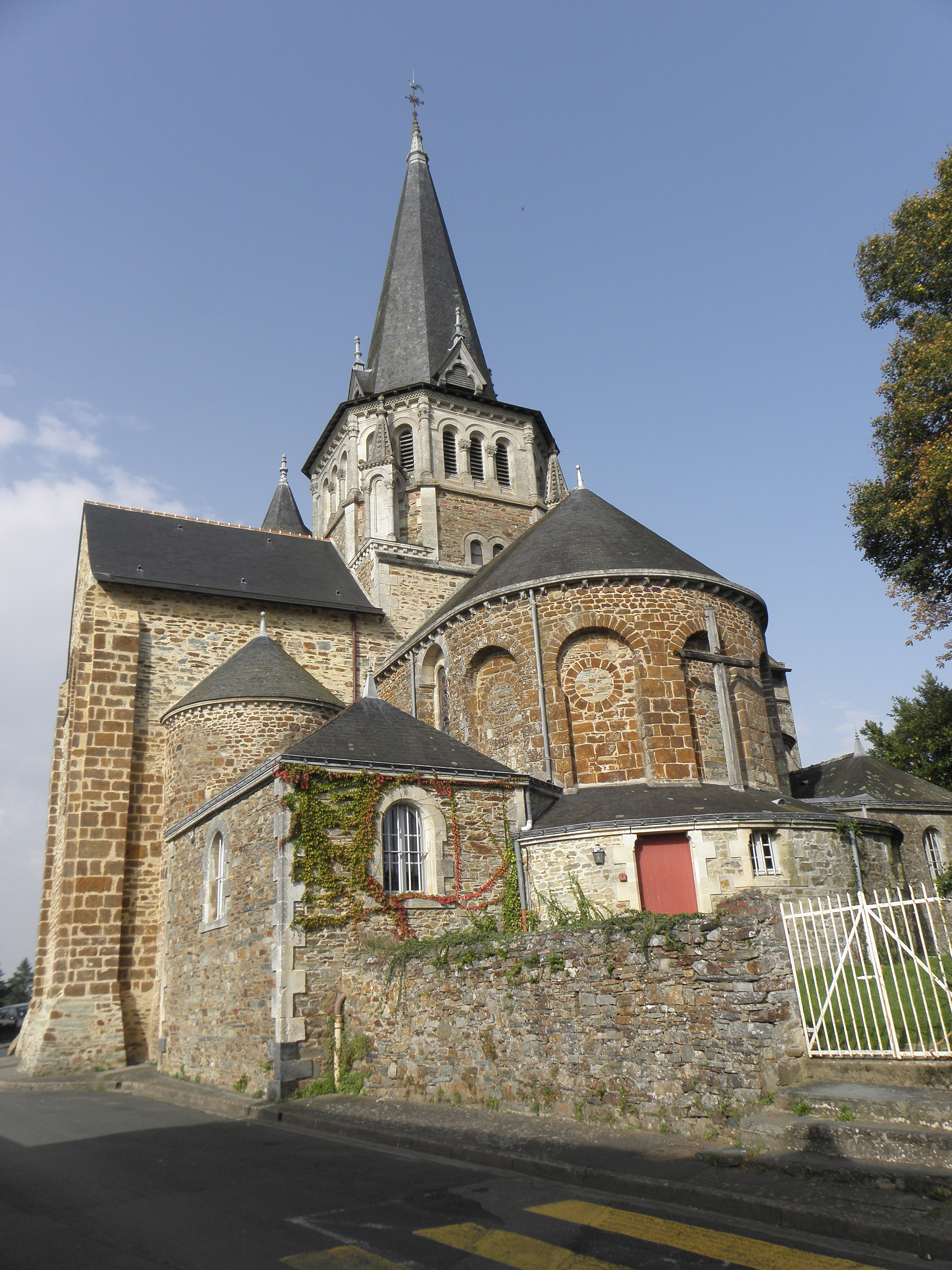
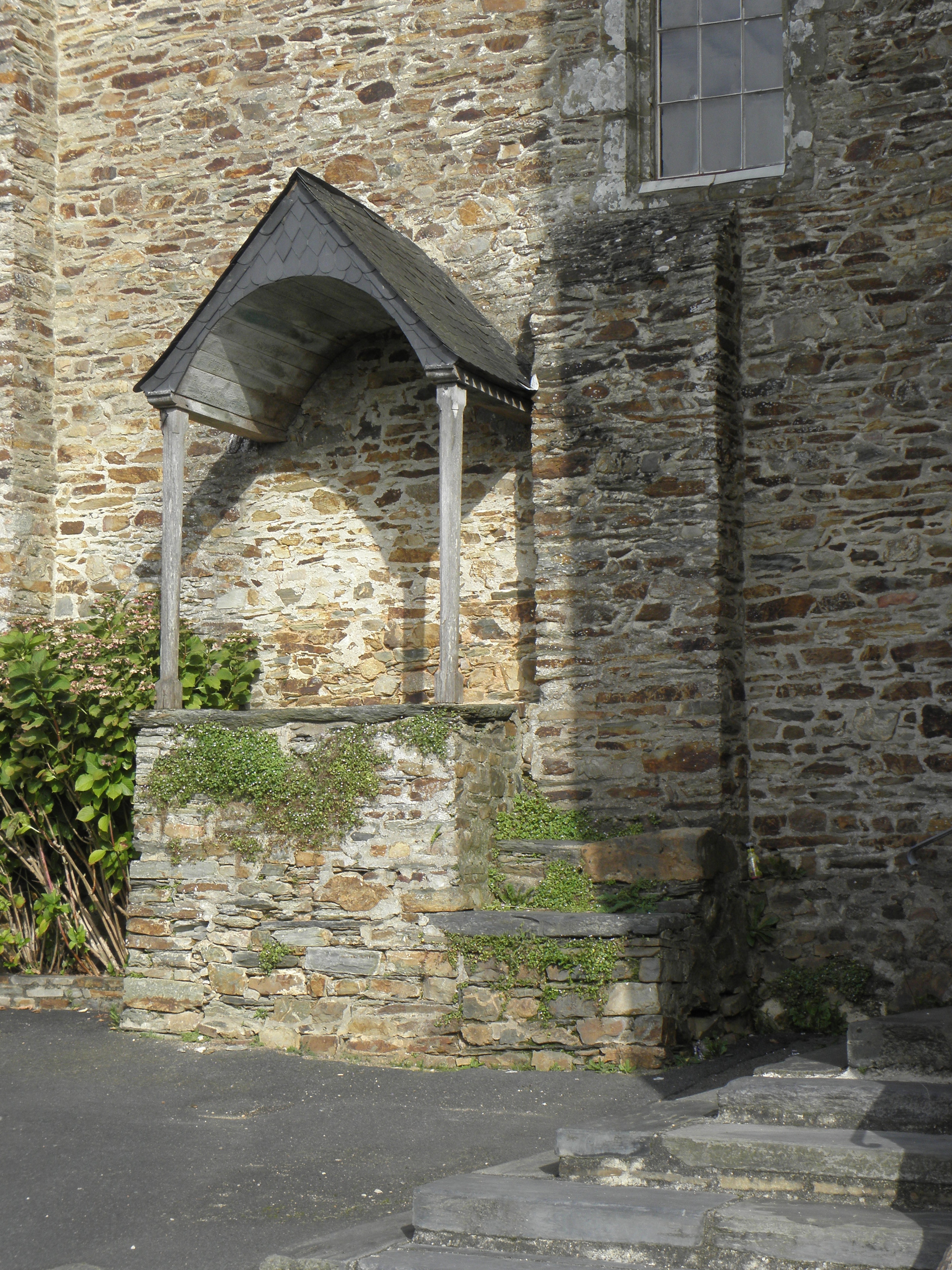
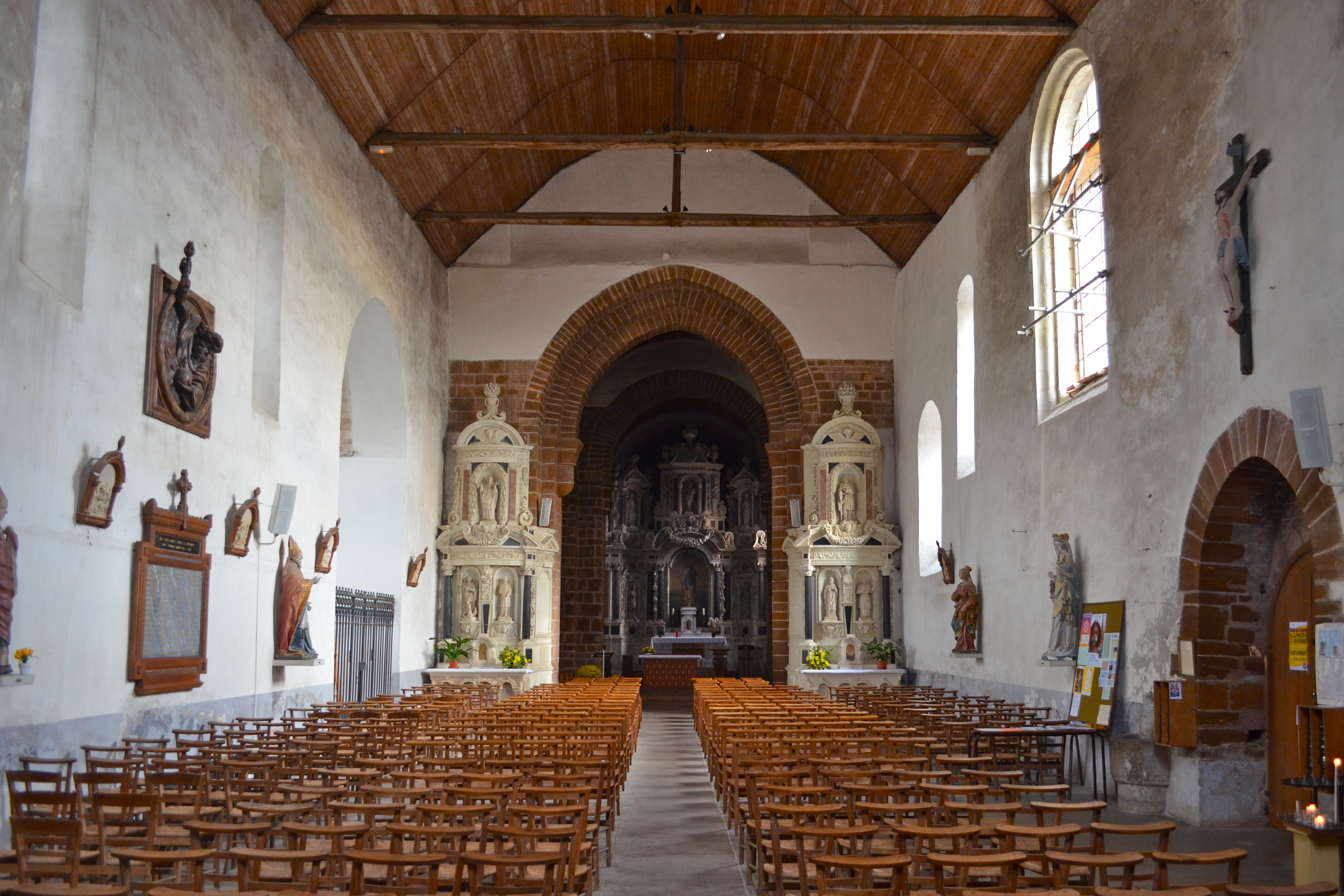
Nef construite au XIe siècle
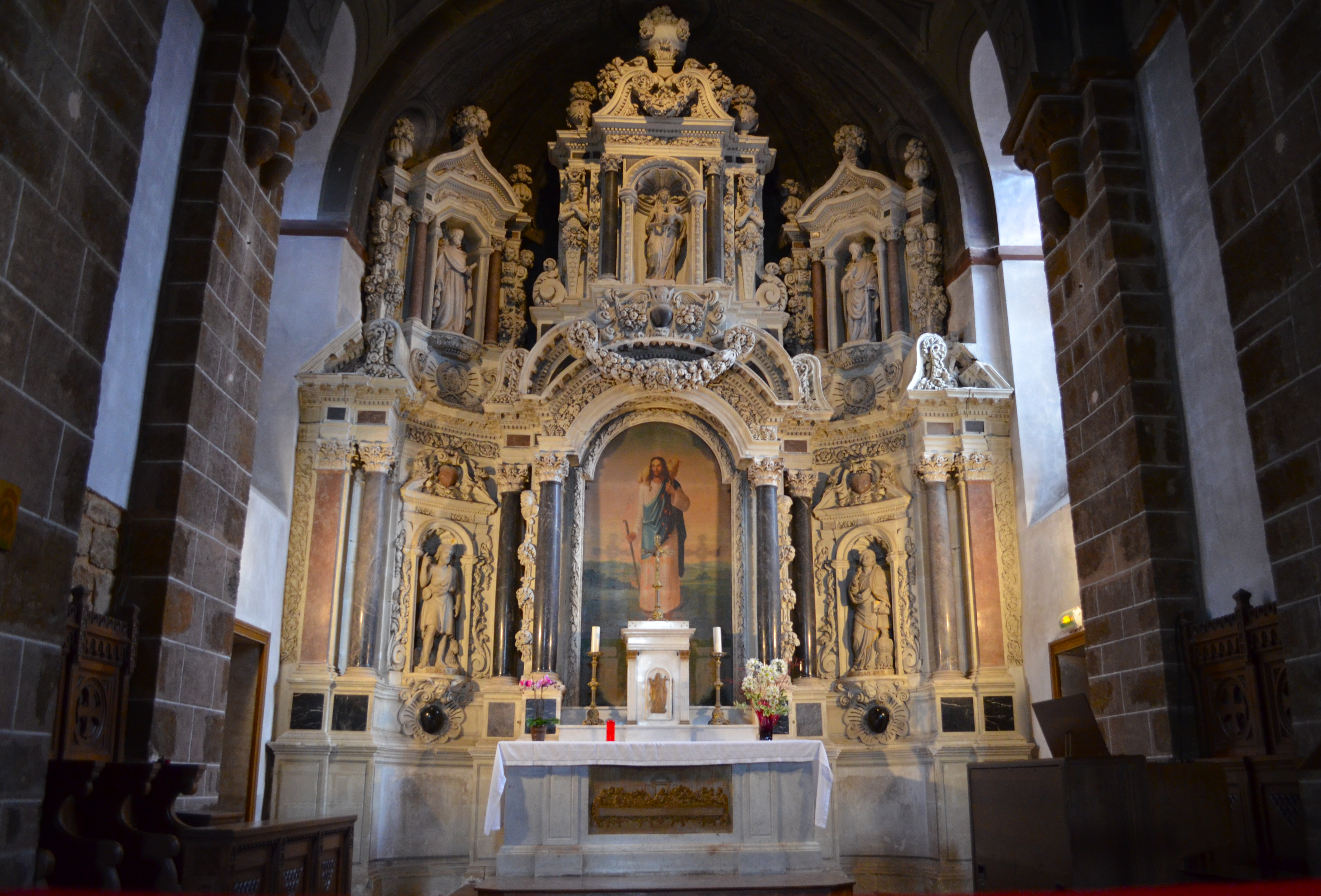
Retable du chœur

L'église paroissiale Saint-Nicolas, au Moyen Âge chapelle Notre-Dame, reconstruite en 1558 sous le nom de chapelle Saint-Nicolas, elle est devenue le siège de la paroisse en 1801. Le monument actuel, œuvre de style néogothique de l'architecte Eugène de Boismen, a été construit de 1875 à 1894 sur le modèle de l'église Saint-Nicolas de Nantes.

Église Saint-Nicolas
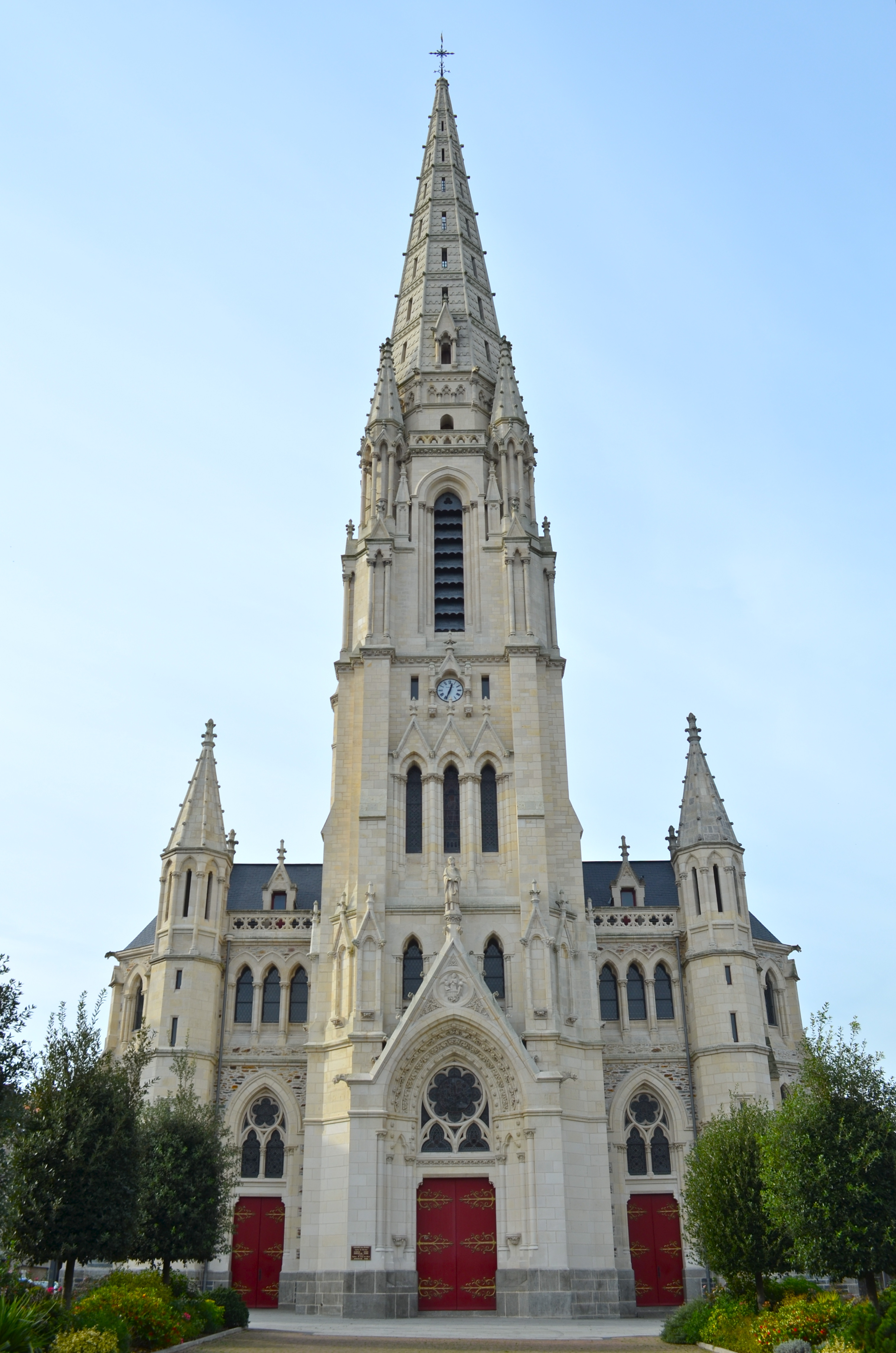
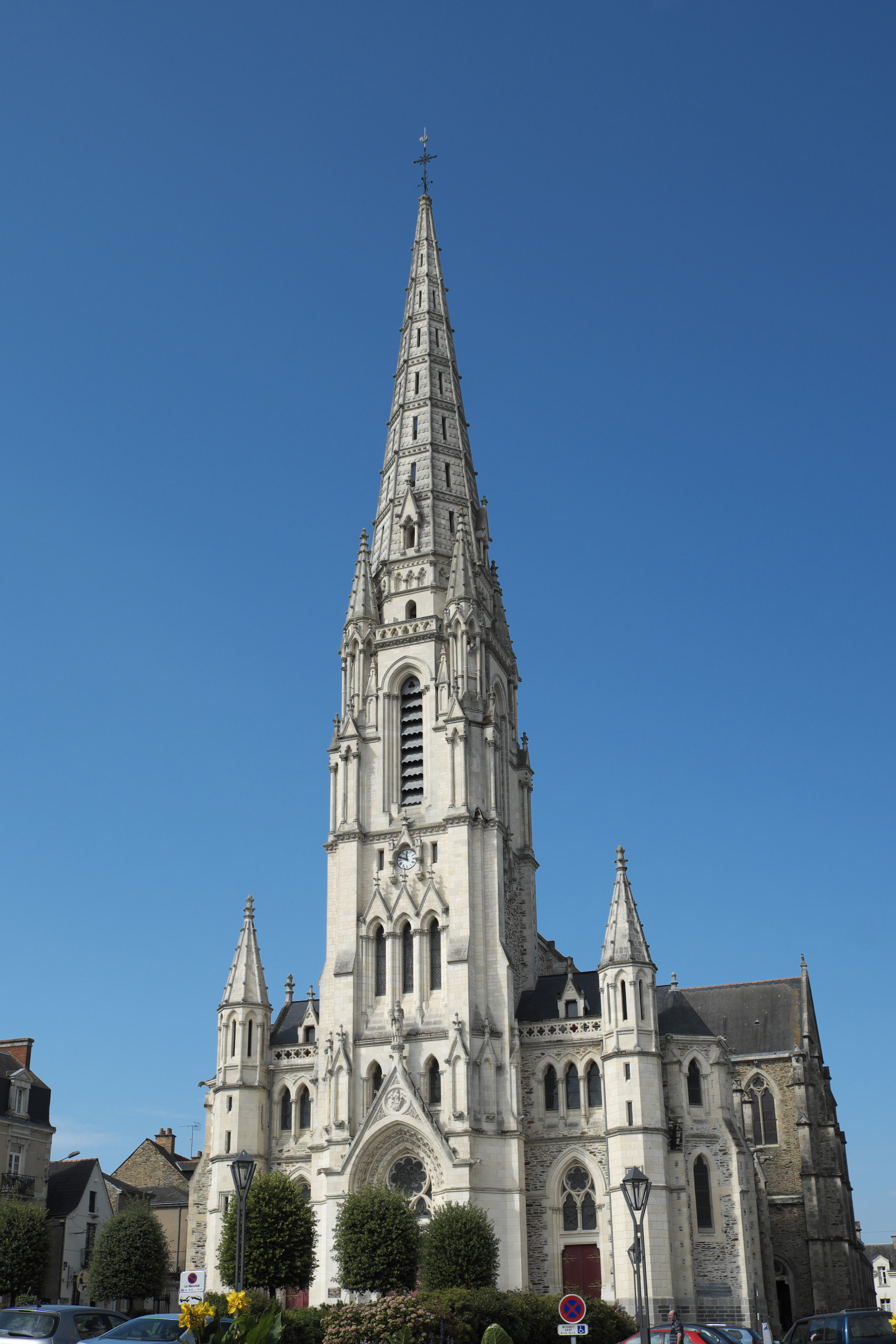
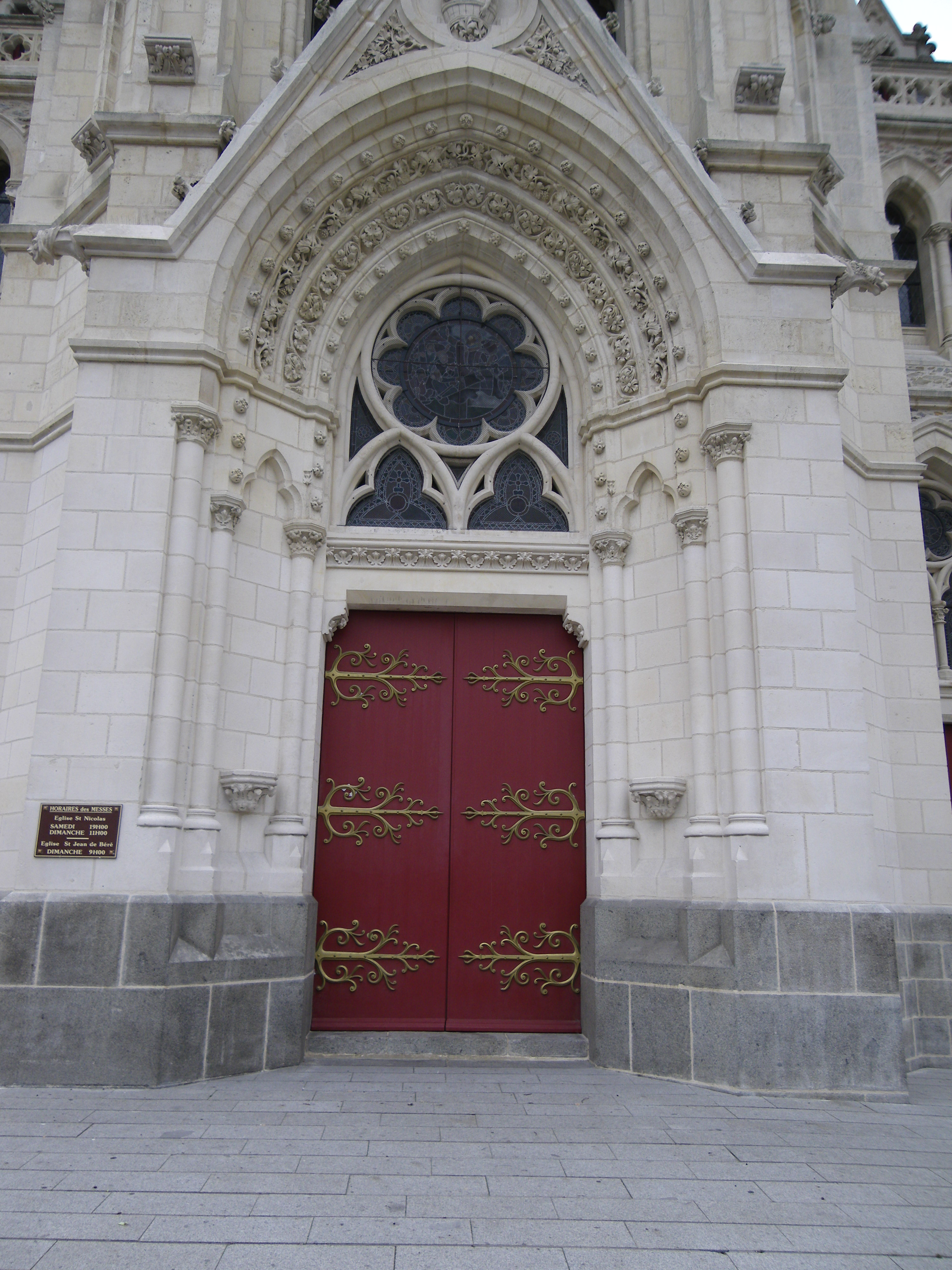

### Patrimoine culturel

#### Légendes
Il existe de nombreuses légendes traditionnelles. La plus connue est sans doute celle de la « Bête de Béré » : une bête étrange roderait la nuit dans le quartier, parfois décrite comme un loup, un porc ou encore un gros chat. Cette bête protégerait une jeune fille qui serait enfermée depuis des siècles sous le prieuré.

#### Gastronomie
D'après le dictionnaire de l'Académie des gastronomes, le châteaubriant, pièce de bœuf prise dans le filet, aurait été inventé par Montmirail, cuisinier de François-René de Chateaubriand, à partir d'une recette inventée dans la ville. Tradition bretonne oblige, la galette de blé noir est le plat traditionnel favori, tandis que la pâtisserie et la chocolaterie évoquent l'histoire de la ville au travers des noms des productions locales : Françoise de Foix, gourmandise de Brient, pavé Saint Nicolas, Jean de Laval, Duc d'Aumale, etc.
La Françoise de Foix est un praliné fourré de raisins au rhum et enrobé de chocolat. Cette spécialité fut élaborée dans l'entre-deux-guerres par Constant Lerochais, un maître-pâtissier de la ville. Ces chocolats se reconnaissent à leur emballage rouge. Jusqu'au XIXe siècle, Châteaubriant fut réputée pour ses confitures sèches d'angélique, élaborées par les bonnes sœurs de la ville.

### Héraldique
| Armes de Châteaubriant | Parti : au premier d'azur aux trois fleurs de lys d'or et au bâton péri en bande de gueules ; au second d'hermine plain ; sur le tout, un écusson de gueules semé de fleurs de lys d'or. Le premier parti représente les armes de Bourbon-Condé (d'azur aux trois fleurs de lys d'or et au bâton péri en bande de gueules), le second parti représente les armes de Bretagne (l'hermine évoque le blasonnement d'hermine plain de la Bretagne, rappelant l'appartenance passée de la ville au duché de Bretagne). Délibération municipale en 1890. |

| Armes des seigneurs de Châteaubriant | L'écusson de gueules semé de fleurs de lys d'or représente les armes originelles des seigneurs de Châteaubriant (et de la ville), concédées par le roi de France Louis IX (Saint Louis). À l'origine, Les Châteaubriant portaient soit de gueules semé de pommes de pin d'or, soit papelonné d'or : . Après la bataille de Mansourah (1250), le seigneur Chotard de Châteaubriant sauva Saint Louis d'un dard et répandit son sang sur les armes du monarque. Pour le remercier, le roi de France l'autorisa à transformer les pommes de pin d'or des armes de Chotard de Châteaubriant en fleurs de lys, et le blason de la ville devint ainsi de gueules semé de fleurs de lys d'or. |

### Personnalités liées à la commune
- Famille Barrin
- Briant Ier de Châteaubriant (XIe siècle)
- Bertrand de Dinan (-1444), seigneur de Châteaubriant, maréchal de Bretagne.
- Guy XIV de Laval (1406-1486)
- Françoise de Dinan (1436-1499), épouse de Gilles de Bretagne, y est morte.
- Jean de Laval-Châteaubriant (1486-1543), baron de Châteaubriant.
- Anne de Montmorency (1493-1567), baron de Châteaubriant.
- Henri II de Bourbon-Condé (1588-1646), baron de Châteaubriant.
- Louis Normant Du Faradon (1681-1759), prêtre sulpicien, y est né.
- François-Joseph Hunauld (1701-1742), anatomiste, y est né.
- Nicolas Charles Bernard-Dutreil (1746-1833), homme politique, y est né.
- Christian-Louis-Marie Colin de La Biochaye (1750-1813), peintre et conservateur de musée, y est né.
- Marc-Antoine Commaire (1755-1795), général, y est mort.
- Le bienheureux Charles du Cornillet (1759-1792) ; prêtre et martyr, il fut massacré au séminaire saint Firmin à Paris, lors des massacres de Septembre.
- Jean-François Defermon (1762-1842), préfet et député, y est né.
- Sophie Trébuchet (1772-1821), mère de Victor Hugo née à Nantes, elle passa à Châteaubriant une partie de son enfance. Une plaque apposée sur la façade de la maison de l'Ange par la Société d'histoire et d'archéologie de Nantes et de la Loire-Atlantique rappelle le séjour de la jeune nantaise dans une maison (non localisée) de la rue : « Elle y rencontra le Capitaine Léopold Sigisbert Hugo, depuis Général, qu'elle épousa le 15 novembre 1797 à Paris. De leur union naquit, en 1802, le futur poète Victor Hugo. »
- Théodore Bivaud (1775-1854), avocat et député, y est mort.
- Fernand du Breil de Pontbriand (1848-1916), homme politique, y est né.
- Joseph Obalski (1852-1915), ingénieur, haut-fonctionnaire et promoteur du développement minier du Québec, y est né.
- Auguste Émile Bellet (1856-1912), peintre, y est née.
- Gaston Thubé (1876-1974), navigateur et homme d'affaires, y est né.
- Coran d'Ys (1877-1954), peintre français, y est né.
- Ernest Bréant (1880-1944), homme politique, y est né.
- Jean-Marie Aubin (1882-1967), prélat.
- Jean Grandel (1891-1941), syndicaliste et maire de Gennevilliers, fusillé par les nazis le 22 octobre 1941 avec 26 autres résistants, dans le cadre des représailles après la mort de Karl Hotz.
- Jakez Riou (1899-1937), auteur de langue bretonne.
- Jean-Pierre Timbaud (1904-1941), syndicaliste responsable du syndicat CGT de la métallurgie parisienne, militant communiste, fusillé par les nazis le 22 octobre 1941 avec 26 autres résistants, dans le cadre des représailles après la mort de Karl Hotz.
- Jacques Pâris de Bollardière (1907-1986), officier général de l’armée française, combattant de la Seconde Guerre mondiale, de la guerre d'Indochine et de la guerre d'Algérie et également une des figures de la non-violence en France.
- Juan-José Espana (1909-2000), venu avant guerre pour entrer comme ingénieur chez Huard-UCF, il en devient, après guerre, directeur puis PDG. Il est compagnon de la Libération.
- Michel de Pontbriand (1911-2000), homme politique, y est mort.
- Gilbert Burlot (1917-1968), administrateur civil, déporté-résistant, membre du réseau Eleuthère, déporté à Dachau. Maire de La Bernerie-en-Retz, a commencé sa carrière à la sous-préfecture de la ville.
- Yves Cosson (1919-2012), poète et universitaire, y est né.
- Jean Tricoire (1921-1994), auteur d'un livre d'apprentissage du breton, fondateur du cercle celtique de Châteaubriant, qui a reçu le collier de l'Hermine en 1993.
- Xavier Hunault (1923-2001), homme politique.
- Raymond Lebossé (1923-2014), homme politique y est mort.
- Bernard Legrand (1924-1997), homme politique, y est né.
- Guy Môquet (1924-1941), résistant de la Seconde Guerre mondiale, fusillé par les nazis le 22 octobre 1941 avec 26 autres résistants, dans le cadre des représailles après la mort de Karl Hotz.
- Bernard Alliot (1938-1998) né à Châteaubriant, est un écrivain et journaliste français, collaborateur du quotidien Le Monde.
- Ghislaine Lejard (1951-), poète, collagiste et critique littéraire, y est née.
- Karine Gloanec Maurin (1958-), femme politique, y est née.
- Michel Hunault (1960-), homme politique.
- Christophe Aulnette (1961-), chef d'entreprise, y est né.
- François Morvan (1983-), skipper, y est né.
- Séverine Eraud (1995-), coureuse cycliste, y est née.